# Llista d'asteroides (138001-139000)
Llista d'asteroides del 138001 al 139000, amb data de descoberta i descobridor. És un fragment de la llista d'asteroides completa. Als asteroides se'ls dona un número quan es confirma la seva òrbita, per tant apareixen llistats aproximadament segons la data de descobriment.
Contingut: 138001... 138101... 138201... 138301... 138401... 138501... 138601... 138701... 138801... 138901... 

| Nom                            | Designació provisional | Data de descobriment   | Lloc de descobriment | Descobridor/s               |
| 138001-138100                  | 138001-138100          | 138001-138100          | 138001-138100        | 138001-138100               |
| ------------------------------ | ---------------------- | ---------------------- | -------------------- | --------------------------- |
| 138001 -                       | 2000 CV82              | 4 de febrer de 2000    | Socorro              | LINEAR                      |
| 138002 -                       | 2000 CN84              | 4 de febrer de 2000    | Socorro              | LINEAR                      |
| 138003 -                       | 2000 CK85              | 4 de febrer de 2000    | Socorro              | LINEAR                      |
| 138004 -                       | 2000 CW85              | 4 de febrer de 2000    | Socorro              | LINEAR                      |
| 138005 -                       | 2000 CT87              | 4 de febrer de 2000    | Socorro              | LINEAR                      |
| 138006 -                       | 2000 CV87              | 4 de febrer de 2000    | Socorro              | LINEAR                      |
| 138007 -                       | 2000 CN88              | 4 de febrer de 2000    | Socorro              | LINEAR                      |
| 138008 -                       | 2000 CT88              | 4 de febrer de 2000    | Socorro              | LINEAR                      |
| 138009 -                       | 2000 CX99              | 10 de febrer de 2000   | Kitt Peak            | Spacewatch                  |
| 138010 -                       | 2000 CG100             | 10 de febrer de 2000   | Kitt Peak            | Spacewatch                  |
| 138011 -                       | 2000 CO100             | 10 de febrer de 2000   | Kitt Peak            | Spacewatch                  |
| 138012 -                       | 2000 CC101             | 12 de febrer de 2000   | Kitt Peak            | Spacewatch                  |
| 138013 -                       | 2000 CN101             | 8 de febrer de 2000    | Socorro              | LINEAR                      |
| 138014 -                       | 2000 CN103             | 8 de febrer de 2000    | Socorro              | LINEAR                      |
| 138015 -                       | 2000 CT109             | 5 de febrer de 2000    | Catalina             | CSS                         |
| 138016 -                       | 2000 CQ111             | 6 de febrer de 2000    | Kitt Peak            | M. W. Buie                  |
| 138017 -                       | 2000 CG113             | 8 de febrer de 2000    | Kitt Peak            | Spacewatch                  |
| 138018 -                       | 2000 CL113             | 10 de febrer de 2000   | Kitt Peak            | Spacewatch                  |
| 138019 -                       | 2000 CG117             | 3 de febrer de 2000    | Socorro              | LINEAR                      |
| 138020 -                       | 2000 CL118             | 11 de febrer de 2000   | Socorro              | LINEAR                      |
| 138021 -                       | 2000 CG121             | 2 de febrer de 2000    | Socorro              | LINEAR                      |
| 138022 -                       | 2000 CH121             | 2 de febrer de 2000    | Socorro              | LINEAR                      |
| 138023 -                       | 2000 CL126             | 4 de febrer de 2000    | Socorro              | LINEAR                      |
| 138024 -                       | 2000 CW131             | 3 de febrer de 2000    | Kitt Peak            | Spacewatch                  |
| 138025 -                       | 2000 CB134             | 4 de febrer de 2000    | Kitt Peak            | Spacewatch                  |
| 138026 -                       | 2000 DR                | Oizumi                 | T. Kobayashi         |                             |
| 138027 -                       | 2000 DD1               | 23 de febrer de 2000   | Osservatorio Polino  | Osservatorio Polino         |
| 138028 -                       | 2000 DY1               | 26 de febrer de 2000   | Kitt Peak            | Spacewatch                  |
| 138029 -                       | 2000 DP2               | 27 de febrer de 2000   | Olathe               | Olathe                      |
| 138030 -                       | 2000 DP4               | 28 de febrer de 2000   | Socorro              | LINEAR                      |
| 138031 -                       | 2000 DK9               | 26 de febrer de 2000   | Kitt Peak            | Spacewatch                  |
| 138032 -                       | 2000 DC11              | 26 de febrer de 2000   | Kitt Peak            | Spacewatch                  |
| 138033 -                       | 2000 DQ11              | 27 de febrer de 2000   | Kitt Peak            | Spacewatch                  |
| 138034 -                       | 2000 DQ16              | 29 de febrer de 2000   | Socorro              | LINEAR                      |
| 138035 -                       | 2000 DE17              | 29 de febrer de 2000   | Socorro              | LINEAR                      |
| 138036 -                       | 2000 DM17              | 29 de febrer de 2000   | Socorro              | LINEAR                      |
| 138037 -                       | 2000 DG18              | 28 de febrer de 2000   | Socorro              | LINEAR                      |
| 138038 -                       | 2000 DV18              | 29 de febrer de 2000   | Socorro              | LINEAR                      |
| 138039 -                       | 2000 DN19              | 29 de febrer de 2000   | Socorro              | LINEAR                      |
| 138040 -                       | 2000 DJ21              | 29 de febrer de 2000   | Socorro              | LINEAR                      |
| 138041 -                       | 2000 DN21              | 29 de febrer de 2000   | Socorro              | LINEAR                      |
| 138042 -                       | 2000 DW21              | 29 de febrer de 2000   | Socorro              | LINEAR                      |
| 138043 -                       | 2000 DT23              | 29 de febrer de 2000   | Socorro              | LINEAR                      |
| 138044 -                       | 2000 DW24              | 29 de febrer de 2000   | Socorro              | LINEAR                      |
| 138045 -                       | 2000 DD27              | 29 de febrer de 2000   | Socorro              | LINEAR                      |
| 138046 -                       | 2000 DQ27              | 29 de febrer de 2000   | Socorro              | LINEAR                      |
| 138047 -                       | 2000 DS30              | 29 de febrer de 2000   | Socorro              | LINEAR                      |
| 138048 -                       | 2000 DG32              | 29 de febrer de 2000   | Socorro              | LINEAR                      |
| 138049 -                       | 2000 DO33              | 29 de febrer de 2000   | Socorro              | LINEAR                      |
| 138050 -                       | 2000 DJ34              | 29 de febrer de 2000   | Socorro              | LINEAR                      |
| 138051 -                       | 2000 DM34              | 29 de febrer de 2000   | Socorro              | LINEAR                      |
| 138052 -                       | 2000 DB36              | 29 de febrer de 2000   | Socorro              | LINEAR                      |
| 138053 -                       | 2000 DL37              | 29 de febrer de 2000   | Socorro              | LINEAR                      |
| 138054 -                       | 2000 DC38              | 29 de febrer de 2000   | Socorro              | LINEAR                      |
| 138055 -                       | 2000 DM38              | 29 de febrer de 2000   | Socorro              | LINEAR                      |
| 138056 -                       | 2000 DN38              | 29 de febrer de 2000   | Socorro              | LINEAR                      |
| 138057 -                       | 2000 DQ38              | 29 de febrer de 2000   | Socorro              | LINEAR                      |
| 138058 -                       | 2000 DX38              | 29 de febrer de 2000   | Socorro              | LINEAR                      |
| 138059 -                       | 2000 DA39              | 29 de febrer de 2000   | Socorro              | LINEAR                      |
| 138060 -                       | 2000 DC39              | 29 de febrer de 2000   | Socorro              | LINEAR                      |
| 138061 -                       | 2000 DE39              | 29 de febrer de 2000   | Socorro              | LINEAR                      |
| 138062 -                       | 2000 DB42              | 29 de febrer de 2000   | Socorro              | LINEAR                      |
| 138063 -                       | 2000 DQ43              | 29 de febrer de 2000   | Socorro              | LINEAR                      |
| 138064 -                       | 2000 DD45              | 29 de febrer de 2000   | Socorro              | LINEAR                      |
| 138065 -                       | 2000 DB46              | 29 de febrer de 2000   | Socorro              | LINEAR                      |
| 138066 -                       | 2000 DO47              | 29 de febrer de 2000   | Socorro              | LINEAR                      |
| 138067 -                       | 2000 DX47              | 29 de febrer de 2000   | Socorro              | LINEAR                      |
| 138068 -                       | 2000 DE51              | 29 de febrer de 2000   | Socorro              | LINEAR                      |
| 138069 -                       | 2000 DY51              | 29 de febrer de 2000   | Socorro              | LINEAR                      |
| 138070 -                       | 2000 DA53              | 29 de febrer de 2000   | Socorro              | LINEAR                      |
| 138071 -                       | 2000 DH54              | 29 de febrer de 2000   | Socorro              | LINEAR                      |
| 138072 -                       | 2000 DY54              | 29 de febrer de 2000   | Socorro              | LINEAR                      |
| 138073 -                       | 2000 DJ56              | 29 de febrer de 2000   | Socorro              | LINEAR                      |
| 138074 -                       | 2000 DD57              | 29 de febrer de 2000   | Socorro              | LINEAR                      |
| 138075 -                       | 2000 DE57              | 29 de febrer de 2000   | Socorro              | LINEAR                      |
| 138076 -                       | 2000 DQ57              | 29 de febrer de 2000   | Socorro              | LINEAR                      |
| 138077 -                       | 2000 DV57              | 29 de febrer de 2000   | Socorro              | LINEAR                      |
| 138078 -                       | 2000 DQ58              | 29 de febrer de 2000   | Socorro              | LINEAR                      |
| 138079 -                       | 2000 DT58              | 29 de febrer de 2000   | Socorro              | LINEAR                      |
| 138080 -                       | 2000 DA59              | 29 de febrer de 2000   | Socorro              | LINEAR                      |
| 138081 -                       | 2000 DM60              | 29 de febrer de 2000   | Socorro              | LINEAR                      |
| 138082 -                       | 2000 DO61              | 29 de febrer de 2000   | Socorro              | LINEAR                      |
| 138083 -                       | 2000 DL62              | 29 de febrer de 2000   | Socorro              | LINEAR                      |
| 138084 -                       | 2000 DY62              | 29 de febrer de 2000   | Socorro              | LINEAR                      |
| 138085 -                       | 2000 DZ62              | 29 de febrer de 2000   | Socorro              | LINEAR                      |
| 138086 -                       | 2000 DD64              | 29 de febrer de 2000   | Socorro              | LINEAR                      |
| 138087 -                       | 2000 DQ64              | 29 de febrer de 2000   | Socorro              | LINEAR                      |
| 138088 -                       | 2000 DE66              | 29 de febrer de 2000   | Socorro              | LINEAR                      |
| 138089 -                       | 2000 DQ67              | 29 de febrer de 2000   | Socorro              | LINEAR                      |
| 138090 -                       | 2000 DS68              | 29 de febrer de 2000   | Socorro              | LINEAR                      |
| 138091 -                       | 2000 DC69              | 29 de febrer de 2000   | Socorro              | LINEAR                      |
| 138092 -                       | 2000 DY69              | 29 de febrer de 2000   | Socorro              | LINEAR                      |
| 138093 -                       | 2000 DF72              | 29 de febrer de 2000   | Socorro              | LINEAR                      |
| 138094 -                       | 2000 DR72              | 29 de febrer de 2000   | Socorro              | LINEAR                      |
| 138095 -                       | 2000 DK79              | 26 de febrer de 2000   | Socorro              | LINEAR                      |
| 138096 -                       | 2000 DL80              | 28 de febrer de 2000   | Socorro              | LINEAR                      |
| 138097 -                       | 2000 DZ80              | 28 de febrer de 2000   | Socorro              | LINEAR                      |
| 138098 -                       | 2000 DK81              | 28 de febrer de 2000   | Socorro              | LINEAR                      |
| 138099 -                       | 2000 DT83              | 28 de febrer de 2000   | Socorro              | LINEAR                      |
| 138100 -                       | 2000 DU84              | 29 de febrer de 2000   | Socorro              | LINEAR                      |
| 138101-138200                  |                        |                        |                      |                             |
| 138101 -                       | 2000 DM86              | 29 de febrer de 2000   | Socorro              | LINEAR                      |
| 138102 -                       | 2000 DE90              | 27 de febrer de 2000   | Kitt Peak            | Spacewatch                  |
| 138103 -                       | 2000 DK90              | 27 de febrer de 2000   | Kitt Peak            | Spacewatch                  |
| 138104 -                       | 2000 DQ92              | 27 de febrer de 2000   | Kitt Peak            | Spacewatch                  |
| 138105 -                       | 2000 DS93              | 28 de febrer de 2000   | Socorro              | LINEAR                      |
| 138106 -                       | 2000 DB96              | 29 de febrer de 2000   | Socorro              | LINEAR                      |
| 138107 -                       | 2000 DL96              | 29 de febrer de 2000   | Socorro              | LINEAR                      |
| 138108 -                       | 2000 DC102             | 29 de febrer de 2000   | Socorro              | LINEAR                      |
| 138109 -                       | 2000 DD102             | 29 de febrer de 2000   | Socorro              | LINEAR                      |
| 138110 -                       | 2000 DW102             | 29 de febrer de 2000   | Socorro              | LINEAR                      |
| 138111 -                       | 2000 DO106             | 29 de febrer de 2000   | Socorro              | LINEAR                      |
| 138112 -                       | 2000 DB107             | 29 de febrer de 2000   | Socorro              | LINEAR                      |
| 138113 -                       | 2000 DR110             | 27 de febrer de 2000   | Fair Oaks Ranch      | J. V. McClusky              |
| 138114 -                       | 2000 DK115             | 27 de febrer de 2000   | Catalina             | CSS                         |
| 138115 -                       | 2000 DV116             | 26 de febrer de 2000   | Kitt Peak            | Spacewatch                  |
| 138116 -                       | 2000 EZ                | Socorro                | LINEAR               |                             |
| 138117 -                       | 2000 EJ2               | 3 de març de 2000      | Socorro              | LINEAR                      |
| 138118 -                       | 2000 EA4               | 1 de març de 2000      | Tebbutt              | F. B. Zoltowski             |
| 138119 -                       | 2000 EO4               | 2 de març de 2000      | Kitt Peak            | Spacewatch                  |
| 138120 -                       | 2000 ED5               | 2 de març de 2000      | Kitt Peak            | Spacewatch                  |
| 138121 -                       | 2000 EK8               | 3 de març de 2000      | Socorro              | LINEAR                      |
| 138122 -                       | 2000 ER10              | 4 de març de 2000      | Socorro              | LINEAR                      |
| 138123 -                       | 2000 ES10              | 4 de març de 2000      | Socorro              | LINEAR                      |
| 138124 -                       | 2000 EG11              | 4 de març de 2000      | Socorro              | LINEAR                      |
| 138125 -                       | 2000 EE12              | 4 de març de 2000      | Socorro              | LINEAR                      |
| 138126 -                       | 2000 EC13              | 4 de març de 2000      | Socorro              | LINEAR                      |
| 138127 -                       | 2000 EE14              | 4 de març de 2000      | Socorro              | LINEAR                      |
| 138128 -                       | 2000 ES14              | 3 de març de 2000      | Socorro              | LINEAR                      |
| 138129 -                       | 2000 EH17              | 3 de març de 2000      | Socorro              | LINEAR                      |
| 138130 -                       | 2000 EO18              | 5 de març de 2000      | Socorro              | LINEAR                      |
| 138131 -                       | 2000 ES20              | 3 de març de 2000      | Catalina             | CSS                         |
| 138132 -                       | 2000 EZ20              | 3 de març de 2000      | Catalina             | CSS                         |
| 138133 -                       | 2000 EY21              | 5 de març de 2000      | Socorro              | LINEAR                      |
| 138134 -                       | 2000 ET22              | 3 de març de 2000      | Kitt Peak            | Spacewatch                  |
| 138135 -                       | 2000 EV24              | 8 de març de 2000      | Kitt Peak            | Spacewatch                  |
| 138136 -                       | 2000 EE29              | 4 de març de 2000      | Socorro              | LINEAR                      |
| 138137 -                       | 2000 EW31              | 5 de març de 2000      | Socorro              | LINEAR                      |
| 138138 -                       | 2000 EQ32              | 5 de març de 2000      | Socorro              | LINEAR                      |
| 138139 -                       | 2000 EV43              | 8 de març de 2000      | Socorro              | LINEAR                      |
| 138140 -                       | 2000 EZ43              | 8 de març de 2000      | Socorro              | LINEAR                      |
| 138141 -                       | 2000 EV45              | 9 de març de 2000      | Socorro              | LINEAR                      |
| 138142 -                       | 2000 EE50              | 9 de març de 2000      | Tebbutt              | F. B. Zoltowski             |
| 138143 -                       | 2000 EL54              | 9 de març de 2000      | Kitt Peak            | Spacewatch                  |
| 138144 -                       | 2000 EH56              | 8 de març de 2000      | Socorro              | LINEAR                      |
| 138145 -                       | 2000 EO59              | 10 de març de 2000     | Socorro              | LINEAR                      |
| 138146 -                       | 2000 EW60              | 10 de març de 2000     | Socorro              | LINEAR                      |
| 138147 -                       | 2000 ER61              | 10 de març de 2000     | Socorro              | LINEAR                      |
| 138148 -                       | 2000 EJ63              | 10 de març de 2000     | Socorro              | LINEAR                      |
| 138149 -                       | 2000 EG64              | 10 de març de 2000     | Socorro              | LINEAR                      |
| 138150 -                       | 2000 EY64              | 10 de març de 2000     | Socorro              | LINEAR                      |
| 138151 -                       | 2000 EE66              | 10 de març de 2000     | Socorro              | LINEAR                      |
| 138152 -                       | 2000 EO68              | 10 de març de 2000     | Socorro              | LINEAR                      |
| 138153 -                       | 2000 EW68              | 10 de març de 2000     | Socorro              | LINEAR                      |
| 138154 -                       | 2000 EO69              | 10 de març de 2000     | Socorro              | LINEAR                      |
| 138155 -                       | 2000 ES70              | 6 de març de 2000      | Haleakala            | NEAT                        |
| 138156 -                       | 2000 EE73              | 10 de març de 2000     | Kitt Peak            | Spacewatch                  |
| 138157 -                       | 2000 EJ77              | 5 de març de 2000      | Socorro              | LINEAR                      |
| 138158 -                       | 2000 ED82              | 5 de març de 2000      | Socorro              | LINEAR                      |
| 138159 -                       | 2000 EC85              | 8 de març de 2000      | Socorro              | LINEAR                      |
| 138160 -                       | 2000 ET87              | 8 de març de 2000      | Socorro              | LINEAR                      |
| 138161 -                       | 2000 EB88              | 9 de març de 2000      | Socorro              | LINEAR                      |
| 138162 -                       | 2000 EH88              | 9 de març de 2000      | Socorro              | LINEAR                      |
| 138163 -                       | 2000 EK93              | 9 de març de 2000      | Socorro              | LINEAR                      |
| 138164 -                       | 2000 EG96              | 11 de març de 2000     | Socorro              | LINEAR                      |
| 138165 -                       | 2000 EM96              | 12 de març de 2000     | Socorro              | LINEAR                      |
| 138166 -                       | 2000 ER97              | 10 de març de 2000     | Socorro              | LINEAR                      |
| 138167 -                       | 2000 EP99              | 12 de març de 2000     | Kitt Peak            | Spacewatch                  |
| 138168 -                       | 2000 EK100             | 12 de març de 2000     | Kitt Peak            | Spacewatch                  |
| 138169 -                       | 2000 EN100             | 12 de març de 2000     | Kitt Peak            | Spacewatch                  |
| 138170 -                       | 2000 EP100             | 12 de març de 2000     | Kitt Peak            | Spacewatch                  |
| 138171 -                       | 2000 EK102             | 14 de març de 2000     | Kitt Peak            | Spacewatch                  |
| 138172 -                       | 2000 EU102             | 14 de març de 2000     | Kitt Peak            | Spacewatch                  |
| 138173 -                       | 2000 ET103             | 12 de març de 2000     | Socorro              | LINEAR                      |
| 138174 -                       | 2000 EV103             | 13 de març de 2000     | Socorro              | LINEAR                      |
| 138175 -                       | 2000 EE104             | 11 de març de 2000     | Catalina             | CSS                         |
| 138176 -                       | 2000 EM105             | 11 de març de 2000     | Anderson Mesa        | LONEOS                      |
| 138177 -                       | 2000 EP105             | 11 de març de 2000     | Anderson Mesa        | LONEOS                      |
| 138178 -                       | 2000 EK106             | 11 de març de 2000     | Anderson Mesa        | LONEOS                      |
| 138179 -                       | 2000 EY107             | 8 de març de 2000      | Socorro              | LINEAR                      |
| 138180 -                       | 2000 EN110             | 8 de març de 2000      | Haleakala            | NEAT                        |
| 138181 -                       | 2000 ET110             | 8 de març de 2000      | Haleakala            | NEAT                        |
| 138182 -                       | 2000 EC111             | 8 de març de 2000      | Haleakala            | NEAT                        |
| 138183 -                       | 2000 EF112             | 9 de març de 2000      | Socorro              | LINEAR                      |
| 138184 -                       | 2000 EQ112             | 9 de març de 2000      | Socorro              | LINEAR                      |
| 138185 -                       | 2000 EK113             | 9 de març de 2000      | Kitt Peak            | Spacewatch                  |
| 138186 -                       | 2000 EB115             | 10 de març de 2000     | Kitt Peak            | Spacewatch                  |
| 138187 -                       | 2000 EJ115             | 10 de març de 2000     | Kitt Peak            | Spacewatch                  |
| 138188 -                       | 2000 EV115             | 10 de març de 2000     | Kitt Peak            | Spacewatch                  |
| 138189 -                       | 2000 EZ115             | 10 de març de 2000     | Kitt Peak            | Spacewatch                  |
| 138190 -                       | 2000 EK118             | 11 de març de 2000     | Anderson Mesa        | LONEOS                      |
| 138191 -                       | 2000 EH119             | 11 de març de 2000     | Anderson Mesa        | LONEOS                      |
| 138192 -                       | 2000 EA120             | 11 de març de 2000     | Anderson Mesa        | LONEOS                      |
| 138193 -                       | 2000 ER124             | 11 de març de 2000     | Anderson Mesa        | LONEOS                      |
| 138194 -                       | 2000 EA127             | 11 de març de 2000     | Anderson Mesa        | LONEOS                      |
| 138195 -                       | 2000 EG128             | 11 de març de 2000     | Anderson Mesa        | LONEOS                      |
| 138196 -                       | 2000 ES129             | 11 de març de 2000     | Anderson Mesa        | LONEOS                      |
| 138197 -                       | 2000 EG131             | 11 de març de 2000     | Socorro              | LINEAR                      |
| 138198 -                       | 2000 EV131             | 11 de març de 2000     | Anderson Mesa        | LONEOS                      |
| 138199 -                       | 2000 EJ132             | 11 de març de 2000     | Socorro              | LINEAR                      |
| 138200 -                       | 2000 EW137             | 10 de març de 2000     | Kvistaberg           | Uppsala-DLR Asteroid Survey |
| 138201-138300                  |                        |                        |                      |                             |
| 138201 -                       | 2000 EZ137             | 11 de març de 2000     | Socorro              | LINEAR                      |
| 138202 -                       | 2000 EG139             | 11 de març de 2000     | Socorro              | LINEAR                      |
| 138203 -                       | 2000 EJ142             | 3 de març de 2000      | Socorro              | LINEAR                      |
| 138204 -                       | 2000 EY146             | 4 de març de 2000      | Socorro              | LINEAR                      |
| 138205 -                       | 2000 EZ148             | 4 de març de 2000      | Catalina             | CSS                         |
| 138206 -                       | 2000 EJ149             | 5 de març de 2000      | Socorro              | LINEAR                      |
| 138207 -                       | 2000 EN149             | 5 de març de 2000      | Socorro              | LINEAR                      |
| 138208 -                       | 2000 EN162             | 3 de març de 2000      | Socorro              | LINEAR                      |
| 138209 -                       | 2000 EK163             | 3 de març de 2000      | Socorro              | LINEAR                      |
| 138210 -                       | 2000 EA166             | 3 de març de 2000      | Socorro              | LINEAR                      |
| 138211 -                       | 2000 EF167             | 4 de març de 2000      | Socorro              | LINEAR                      |
| 138212 -                       | 2000 EY172             | 1 de març de 2000      | Catalina             | CSS                         |
| 138213 -                       | 2000 EL174             | 3 de març de 2000      | Kitt Peak            | Spacewatch                  |
| 138214 -                       | 2000 EU178             | 4 de març de 2000      | Socorro              | LINEAR                      |
| 138215 -                       | 2000 EJ181             | 4 de març de 2000      | Socorro              | LINEAR                      |
| 138216 -                       | 2000 EG183             | 5 de març de 2000      | Socorro              | LINEAR                      |
| 138217 -                       | 2000 EJ192             | 3 de març de 2000      | Socorro              | LINEAR                      |
| 138218 -                       | 2000 EW193             | 3 de març de 2000      | Socorro              | LINEAR                      |
| 138219 -                       | 2000 EF196             | 3 de març de 2000      | Socorro              | LINEAR                      |
| 138220 -                       | 2000 ET196             | 3 de març de 2000      | Socorro              | LINEAR                      |
| 138221 -                       | 2000 EC207             | 3 de març de 2000      | Apache Point         | SDSS                        |
| 138222 -                       | 2000 FU3               | 28 de març de 2000     | Socorro              | LINEAR                      |
| 138223 -                       | 2000 FK6               | 25 de març de 2000     | Kitt Peak            | Spacewatch                  |
| 138224 -                       | 2000 FB7               | 29 de març de 2000     | Kitt Peak            | Spacewatch                  |
| 138225 -                       | 2000 FR8               | 29 de març de 2000     | Kitt Peak            | Spacewatch                  |
| 138226 -                       | 2000 FV12              | 28 de març de 2000     | Socorro              | LINEAR                      |
| 138227 -                       | 2000 FK16              | 28 de març de 2000     | Socorro              | LINEAR                      |
| 138228 -                       | 2000 FG17              | 28 de març de 2000     | Socorro              | LINEAR                      |
| 138229 -                       | 2000 FV18              | 29 de març de 2000     | Socorro              | LINEAR                      |
| 138230 -                       | 2000 FE19              | 29 de març de 2000     | Socorro              | LINEAR                      |
| 138231 -                       | 2000 FK20              | 29 de març de 2000     | Socorro              | LINEAR                      |
| 138232 -                       | 2000 FV22              | 30 de març de 2000     | Socorro              | LINEAR                      |
| 138233 -                       | 2000 FM23              | 29 de març de 2000     | Socorro              | LINEAR                      |
| 138234 -                       | 2000 FN23              | 29 de març de 2000     | Socorro              | LINEAR                      |
| 138235 -                       | 2000 FV24              | 29 de març de 2000     | Socorro              | LINEAR                      |
| 138236 -                       | 2000 FA25              | 29 de març de 2000     | Socorro              | LINEAR                      |
| 138237 -                       | 2000 FQ28              | 27 de març de 2000     | Anderson Mesa        | LONEOS                      |
| 138238 -                       | 2000 FQ30              | 27 de març de 2000     | Anderson Mesa        | LONEOS                      |
| 138239 -                       | 2000 FU32              | 29 de març de 2000     | Socorro              | LINEAR                      |
| 138240 -                       | 2000 FP33              | 29 de març de 2000     | Socorro              | LINEAR                      |
| 138241 -                       | 2000 FS33              | 29 de març de 2000     | Socorro              | LINEAR                      |
| 138242 -                       | 2000 FW33              | 29 de març de 2000     | Socorro              | LINEAR                      |
| 138243 -                       | 2000 FQ35              | 29 de març de 2000     | Socorro              | LINEAR                      |
| 138244 -                       | 2000 FJ38              | 29 de març de 2000     | Socorro              | LINEAR                      |
| 138245 -                       | 2000 FG40              | 29 de març de 2000     | Socorro              | LINEAR                      |
| 138246 -                       | 2000 FZ46              | 29 de març de 2000     | Socorro              | LINEAR                      |
| 138247 -                       | 2000 FN50              | 29 de març de 2000     | Kitt Peak            | Spacewatch                  |
| 138248 -                       | 2000 FP53              | 30 de març de 2000     | Kitt Peak            | Spacewatch                  |
| 138249 -                       | 2000 FL56              | 29 de març de 2000     | Socorro              | LINEAR                      |
| 138250 -                       | 2000 FS56              | 29 de març de 2000     | Socorro              | LINEAR                      |
| 138251 -                       | 2000 FH57              | 26 de març de 2000     | Anderson Mesa        | LONEOS                      |
| 138252 -                       | 2000 FM58              | 27 de març de 2000     | Anderson Mesa        | LONEOS                      |
| 138253 -                       | 2000 FB60              | 29 de març de 2000     | Socorro              | LINEAR                      |
| 138254 -                       | 2000 FD61              | 29 de març de 2000     | Socorro              | LINEAR                      |
| 138255 -                       | 2000 FJ69              | 27 de març de 2000     | Anderson Mesa        | LONEOS                      |
| 138256 -                       | 2000 FR69              | 27 de març de 2000     | Kitt Peak            | Spacewatch                  |
| 138257 -                       | 2000 FR70              | 29 de març de 2000     | Kitt Peak            | Spacewatch                  |
| 138258 -                       | 2000 GD2               | 3 d'abril de 2000      | Socorro              | LINEAR                      |
| 138259 -                       | 2000 GQ3               | 5 d'abril de 2000      | Socorro              | LINEAR                      |
| 138260 -                       | 2000 GS3               | 5 d'abril de 2000      | Socorro              | LINEAR                      |
| 138261 -                       | 2000 GR4               | 5 d'abril de 2000      | Socorro              | LINEAR                      |
| 138262 -                       | 2000 GM9               | 5 d'abril de 2000      | Socorro              | LINEAR                      |
| 138263 -                       | 2000 GW9               | 5 d'abril de 2000      | Socorro              | LINEAR                      |
| 138264 -                       | 2000 GQ11              | 5 d'abril de 2000      | Socorro              | LINEAR                      |
| 138265 -                       | 2000 GY13              | 5 d'abril de 2000      | Socorro              | LINEAR                      |
| 138266 -                       | 2000 GC14              | 5 d'abril de 2000      | Socorro              | LINEAR                      |
| 138267 -                       | 2000 GQ15              | 5 d'abril de 2000      | Socorro              | LINEAR                      |
| 138268 -                       | 2000 GR15              | 5 d'abril de 2000      | Socorro              | LINEAR                      |
| 138269 -                       | 2000 GY15              | 5 d'abril de 2000      | Socorro              | LINEAR                      |
| 138270 -                       | 2000 GZ15              | 5 d'abril de 2000      | Socorro              | LINEAR                      |
| 138271 -                       | 2000 GS16              | 5 d'abril de 2000      | Socorro              | LINEAR                      |
| 138272 -                       | 2000 GX17              | 5 d'abril de 2000      | Socorro              | LINEAR                      |
| 138273 -                       | 2000 GL19              | 5 d'abril de 2000      | Socorro              | LINEAR                      |
| 138274 -                       | 2000 GY19              | 5 d'abril de 2000      | Socorro              | LINEAR                      |
| 138275 -                       | 2000 GG20              | 5 d'abril de 2000      | Socorro              | LINEAR                      |
| 138276 -                       | 2000 GL21              | 8 d'abril de 2000      | Socorro              | LINEAR                      |
| 138277 -                       | 2000 GT23              | 5 d'abril de 2000      | Socorro              | LINEAR                      |
| 138278 -                       | 2000 GY23              | 5 d'abril de 2000      | Socorro              | LINEAR                      |
| 138279 -                       | 2000 GB24              | 5 d'abril de 2000      | Socorro              | LINEAR                      |
| 138280 -                       | 2000 GC24              | 5 d'abril de 2000      | Socorro              | LINEAR                      |
| 138281 -                       | 2000 GM25              | 5 d'abril de 2000      | Socorro              | LINEAR                      |
| 138282 -                       | 2000 GA30              | 5 d'abril de 2000      | Socorro              | LINEAR                      |
| 138283 -                       | 2000 GP30              | 5 d'abril de 2000      | Socorro              | LINEAR                      |
| 138284 -                       | 2000 GS30              | 5 d'abril de 2000      | Socorro              | LINEAR                      |
| 138285 -                       | 2000 GF31              | 5 d'abril de 2000      | Socorro              | LINEAR                      |
| 138286 -                       | 2000 GO32              | 5 d'abril de 2000      | Socorro              | LINEAR                      |
| 138287 -                       | 2000 GB33              | 5 d'abril de 2000      | Socorro              | LINEAR                      |
| 138288 -                       | 2000 GH33              | 5 d'abril de 2000      | Socorro              | LINEAR                      |
| 138289 -                       | 2000 GS33              | 5 d'abril de 2000      | Socorro              | LINEAR                      |
| 138290 -                       | 2000 GW33              | 5 d'abril de 2000      | Socorro              | LINEAR                      |
| 138291 -                       | 2000 GF34              | 5 d'abril de 2000      | Socorro              | LINEAR                      |
| 138292 -                       | 2000 GE37              | 5 d'abril de 2000      | Socorro              | LINEAR                      |
| 138293 -                       | 2000 GF37              | 5 d'abril de 2000      | Socorro              | LINEAR                      |
| 138294 -                       | 2000 GC38              | 5 d'abril de 2000      | Socorro              | LINEAR                      |
| 138295 -                       | 2000 GZ39              | 5 d'abril de 2000      | Socorro              | LINEAR                      |
| 138296 -                       | 2000 GE40              | 5 d'abril de 2000      | Socorro              | LINEAR                      |
| 138297 -                       | 2000 GQ41              | 5 d'abril de 2000      | Socorro              | LINEAR                      |
| 138298 -                       | 2000 GG46              | 5 d'abril de 2000      | Socorro              | LINEAR                      |
| 138299 -                       | 2000 GH46              | 5 d'abril de 2000      | Socorro              | LINEAR                      |
| 138300 -                       | 2000 GX48              | 5 d'abril de 2000      | Socorro              | LINEAR                      |
| 138301-138400 Plantilla:Wikify |                        |                        |                      |                             |
| 138301 -                       | 2000 GO49              | 5 d'abril de 2000      | Socorro              | LINEAR                      |
| 138302 -                       | 2000 GH53              | 5 d'abril de 2000      | Socorro              | LINEAR                      |
| 138303 -                       | 2000 GB54              | 5 d'abril de 2000      | Socorro              | LINEAR                      |
| 138304 -                       | 2000 GE55              | 5 d'abril de 2000      | Socorro              | LINEAR                      |
| 138305 -                       | 2000 GV57              | 5 d'abril de 2000      | Socorro              | LINEAR                      |
| 138306 -                       | 2000 GK59              | 5 d'abril de 2000      | Socorro              | LINEAR                      |
| 138307 -                       | 2000 GT59              | 5 d'abril de 2000      | Socorro              | LINEAR                      |
| 138308 -                       | 2000 GN60              | 5 d'abril de 2000      | Socorro              | LINEAR                      |
| 138309 -                       | 2000 GY60              | 5 d'abril de 2000      | Socorro              | LINEAR                      |
| 138310 -                       | 2000 GH61              | 5 d'abril de 2000      | Socorro              | LINEAR                      |
| 138311 -                       | 2000 GG63              | 5 d'abril de 2000      | Socorro              | LINEAR                      |
| 138312 -                       | 2000 GY63              | 5 d'abril de 2000      | Socorro              | LINEAR                      |
| 138313 -                       | 2000 GH69              | 5 d'abril de 2000      | Socorro              | LINEAR                      |
| 138314 -                       | 2000 GG70              | 5 d'abril de 2000      | Socorro              | LINEAR                      |
| 138315 -                       | 2000 GQ71              | 5 d'abril de 2000      | Socorro              | LINEAR                      |
| 138316 -                       | 2000 GG73              | 5 d'abril de 2000      | Socorro              | LINEAR                      |
| 138317 -                       | 2000 GN74              | 5 d'abril de 2000      | Socorro              | LINEAR                      |
| 138318 -                       | 2000 GZ74              | 5 d'abril de 2000      | Socorro              | LINEAR                      |
| 138319 -                       | 2000 GL77              | 5 d'abril de 2000      | Socorro              | LINEAR                      |
| 138320 -                       | 2000 GR79              | 5 d'abril de 2000      | Socorro              | LINEAR                      |
| 138321 -                       | 2000 GJ80              | 6 d'abril de 2000      | Socorro              | LINEAR                      |
| 138322 -                       | 2000 GP81              | 6 d'abril de 2000      | Socorro              | LINEAR                      |
| 138323 -                       | 2000 GT81              | 6 d'abril de 2000      | Socorro              | LINEAR                      |
| 138324 -                       | 2000 GC82              | 7 d'abril de 2000      | Socorro              | LINEAR                      |
| 138325 -                       | 2000 GO82              | 3 d'abril de 2000      | Socorro              | LINEAR                      |
| 138326 -                       | 2000 GX86              | 4 d'abril de 2000      | Socorro              | LINEAR                      |
| 138327 -                       | 2000 GY89              | 4 d'abril de 2000      | Socorro              | LINEAR                      |
| 138328 -                       | 2000 GC90              | 4 d'abril de 2000      | Socorro              | LINEAR                      |
| 138329 -                       | 2000 GG90              | 4 d'abril de 2000      | Socorro              | LINEAR                      |
| 138330 -                       | 2000 GE91              | 4 d'abril de 2000      | Socorro              | LINEAR                      |
| 138331 -                       | 2000 GU93              | 5 d'abril de 2000      | Socorro              | LINEAR                      |
| 138332 -                       | 2000 GJ94              | 5 d'abril de 2000      | Socorro              | LINEAR                      |
| 138333 -                       | 2000 GK97              | 7 d'abril de 2000      | Socorro              | LINEAR                      |
| 138334 -                       | 2000 GW98              | 7 d'abril de 2000      | Socorro              | LINEAR                      |
| 138335 -                       | 2000 GW100             | 7 d'abril de 2000      | Socorro              | LINEAR                      |
| 138336 -                       | 2000 GJ102             | 7 d'abril de 2000      | Socorro              | LINEAR                      |
| 138337 -                       | 2000 GS104             | 7 d'abril de 2000      | Socorro              | LINEAR                      |
| 138338 -                       | 2000 GC105             | 7 d'abril de 2000      | Socorro              | LINEAR                      |
| 138339 -                       | 2000 GT105             | 7 d'abril de 2000      | Socorro              | LINEAR                      |
| 138340 -                       | 2000 GB110             | 2 d'abril de 2000      | Anderson Mesa        | LONEOS                      |
| 138341 -                       | 2000 GD110             | 2 d'abril de 2000      | Anderson Mesa        | LONEOS                      |
| 138342 -                       | 2000 GF110             | 2 d'abril de 2000      | Anderson Mesa        | LONEOS                      |
| 138343 -                       | 2000 GF112             | 3 d'abril de 2000      | Anderson Mesa        | LONEOS                      |
| 138344 -                       | 2000 GN112             | 4 d'abril de 2000      | Socorro              | LINEAR                      |
| 138345 -                       | 2000 GW112             | 5 d'abril de 2000      | Socorro              | LINEAR                      |
| 138346 -                       | 2000 GL113             | 6 d'abril de 2000      | Socorro              | LINEAR                      |
| 138347 -                       | 2000 GB114             | 7 d'abril de 2000      | Socorro              | LINEAR                      |
| 138348 -                       | 2000 GN114             | 7 d'abril de 2000      | Socorro              | LINEAR                      |
| 138349 -                       | 2000 GK115             | 8 d'abril de 2000      | Socorro              | LINEAR                      |
| 138350 -                       | 2000 GT115             | 8 d'abril de 2000      | Socorro              | LINEAR                      |
| 138351 -                       | 2000 GF116             | 8 d'abril de 2000      | Socorro              | LINEAR                      |
| 138352 -                       | 2000 GS116             | 2 d'abril de 2000      | Kitt Peak            | Spacewatch                  |
| 138353 -                       | 2000 GX117             | 2 d'abril de 2000      | Kitt Peak            | Spacewatch                  |
| 138354 -                       | 2000 GF118             | 2 d'abril de 2000      | Kitt Peak            | Spacewatch                  |
| 138355 -                       | 2000 GH118             | 2 d'abril de 2000      | Kitt Peak            | Spacewatch                  |
| 138356 -                       | 2000 GW121             | 6 d'abril de 2000      | Kitt Peak            | Spacewatch                  |
| 138357 -                       | 2000 GB123             | 8 d'abril de 2000      | Socorro              | LINEAR                      |
| 138358 -                       | 2000 GL127             | 8 d'abril de 2000      | Socorro              | LINEAR                      |
| 138359 -                       | 2000 GX127             | 10 d'abril de 2000     | Kitt Peak            | Spacewatch                  |
| 138360 -                       | 2000 GA130             | 5 d'abril de 2000      | Kitt Peak            | Spacewatch                  |
| 138361 -                       | 2000 GZ131             | 8 d'abril de 2000      | Kitt Peak            | Spacewatch                  |
| 138362 -                       | 2000 GP132             | 12 d'abril de 2000     | Haleakala            | NEAT                        |
| 138363 -                       | 2000 GO137             | 8 d'abril de 2000      | Socorro              | LINEAR                      |
| 138364 -                       | 2000 GU138             | 4 d'abril de 2000      | Anderson Mesa        | LONEOS                      |
| 138365 -                       | 2000 GG139             | 4 d'abril de 2000      | Anderson Mesa        | LONEOS                      |
| 138366 -                       | 2000 GH139             | 4 d'abril de 2000      | Anderson Mesa        | LONEOS                      |
| 138367 -                       | 2000 GJ139             | 4 d'abril de 2000      | Anderson Mesa        | LONEOS                      |
| 138368 -                       | 2000 GE140             | 4 d'abril de 2000      | Anderson Mesa        | LONEOS                      |
| 138369 -                       | 2000 GL140             | 4 d'abril de 2000      | Anderson Mesa        | LONEOS                      |
| 138370 -                       | 2000 GS143             | 7 d'abril de 2000      | Anderson Mesa        | LONEOS                      |
| 138371 -                       | 2000 GK144             | 7 d'abril de 2000      | Kitt Peak            | Spacewatch                  |
| 138372 -                       | 2000 GN144             | 7 d'abril de 2000      | Kitt Peak            | Spacewatch                  |
| 138373 -                       | 2000 GQ150             | 5 d'abril de 2000      | Socorro              | LINEAR                      |
| 138374 -                       | 2000 GA151             | 5 d'abril de 2000      | Socorro              | LINEAR                      |
| 138375 -                       | 2000 GS151             | 5 d'abril de 2000      | Kitt Peak            | Spacewatch                  |
| 138376 -                       | 2000 GV152             | 6 d'abril de 2000      | Anderson Mesa        | LONEOS                      |
| 138377 -                       | 2000 GX153             | 6 d'abril de 2000      | Anderson Mesa        | LONEOS                      |
| 138378 -                       | 2000 GP154             | 6 d'abril de 2000      | Anderson Mesa        | LONEOS                      |
| 138379 -                       | 2000 GD157             | 6 d'abril de 2000      | Socorro              | LINEAR                      |
| 138380 -                       | 2000 GM157             | 7 d'abril de 2000      | Socorro              | LINEAR                      |
| 138381 -                       | 2000 GL162             | 8 d'abril de 2000      | Socorro              | LINEAR                      |
| 138382 -                       | 2000 GM162             | 8 d'abril de 2000      | Socorro              | LINEAR                      |
| 138383 -                       | 2000 GA163             | 9 d'abril de 2000      | Anderson Mesa        | LONEOS                      |
| 138384 -                       | 2000 GJ164             | 5 d'abril de 2000      | Socorro              | LINEAR                      |
| 138385 -                       | 2000 GZ168             | 4 d'abril de 2000      | Socorro              | LINEAR                      |
| 138386 -                       | 2000 GF169             | 4 d'abril de 2000      | Socorro              | LINEAR                      |
| 138387 -                       | 2000 GY172             | 2 d'abril de 2000      | Anderson Mesa        | LONEOS                      |
| 138388 -                       | 2000 GX173             | 5 d'abril de 2000      | Anderson Mesa        | LONEOS                      |
| 138389 -                       | 2000 GS174             | 2 d'abril de 2000      | Kitt Peak            | Spacewatch                  |
| 138390 -                       | 2000 GB175             | 3 d'abril de 2000      | Kitt Peak            | Spacewatch                  |
| 138391 -                       | 2000 GK177             | 3 d'abril de 2000      | Kitt Peak            | Spacewatch                  |
| 138392 -                       | 2000 HY                | 24 d'abril de 2000     | Kitt Peak            | Spacewatch                  |
| 138393 -                       | 2000 HF3               | 26 d'abril de 2000     | Kitt Peak            | Spacewatch                  |
| 138394 -                       | 2000 HA4               | 26 d'abril de 2000     | Kitt Peak            | Spacewatch                  |
| 138395 -                       | 2000 HD5               | 27 d'abril de 2000     | Socorro              | LINEAR                      |
| 138396 -                       | 2000 HV7               | 27 d'abril de 2000     | Socorro              | LINEAR                      |
| 138397 -                       | 2000 HB11              | 27 d'abril de 2000     | Socorro              | LINEAR                      |
| 138398 -                       | 2000 HG11              | 27 d'abril de 2000     | Socorro              | LINEAR                      |
| 138399 -                       | 2000 HK11              | 28 d'abril de 2000     | Socorro              | LINEAR                      |
| 138400 -                       | 2000 HL12              | 28 d'abril de 2000     | Socorro              | LINEAR                      |
| 138401-138500                  |                        |                        |                      |                             |
| 138401 -                       | 2000 HB13              | 28 d'abril de 2000     | Socorro              | LINEAR                      |
| 138402 -                       | 2000 HN14              | 27 d'abril de 2000     | Socorro              | LINEAR                      |
| 138403 -                       | 2000 HM21              | 27 d'abril de 2000     | Socorro              | LINEAR                      |
| 138404 -                       | 2000 HA24              | 28 d'abril de 2000     | Socorro              | LINEAR                      |
| 138405 -                       | 2000 HV24              | 24 d'abril de 2000     | Anderson Mesa        | LONEOS                      |
| 138406 -                       | 2000 HN27              | 28 d'abril de 2000     | Socorro              | LINEAR                      |
| 138407 -                       | 2000 HR27              | 28 d'abril de 2000     | Socorro              | LINEAR                      |
| 138408 -                       | 2000 HY28              | 30 d'abril de 2000     | Socorro              | LINEAR                      |
| 138409 -                       | 2000 HH30              | 28 d'abril de 2000     | Socorro              | LINEAR                      |
| 138410 -                       | 2000 HV31              | 29 d'abril de 2000     | Socorro              | LINEAR                      |
| 138411 -                       | 2000 HY33              | 25 d'abril de 2000     | Anderson Mesa        | LONEOS                      |
| 138412 -                       | 2000 HD34              | 25 d'abril de 2000     | Anderson Mesa        | LONEOS                      |
| 138413 -                       | 2000 HW39              | 30 d'abril de 2000     | Kitt Peak            | Spacewatch                  |
| 138414 -                       | 2000 HY41              | 29 d'abril de 2000     | Socorro              | LINEAR                      |
| 138415 -                       | 2000 HM44              | 26 d'abril de 2000     | Anderson Mesa        | LONEOS                      |
| 138416 -                       | 2000 HB45              | 26 d'abril de 2000     | Anderson Mesa        | LONEOS                      |
| 138417 -                       | 2000 HN48              | 29 d'abril de 2000     | Socorro              | LINEAR                      |
| 138418 -                       | 2000 HZ48              | 29 d'abril de 2000     | Socorro              | LINEAR                      |
| 138419 -                       | 2000 HU56              | 24 d'abril de 2000     | Anderson Mesa        | LONEOS                      |
| 138420 -                       | 2000 HA57              | 24 d'abril de 2000     | Anderson Mesa        | LONEOS                      |
| 138421 -                       | 2000 HJ59              | 25 d'abril de 2000     | Anderson Mesa        | LONEOS                      |
| 138422 -                       | 2000 HP60              | 25 d'abril de 2000     | Anderson Mesa        | LONEOS                      |
| 138423 -                       | 2000 HB64              | 26 d'abril de 2000     | Anderson Mesa        | LONEOS                      |
| 138424 -                       | 2000 HP66              | 26 d'abril de 2000     | Kitt Peak            | Spacewatch                  |
| 138425 -                       | 2000 HV68              | 29 d'abril de 2000     | Socorro              | LINEAR                      |
| 138426 -                       | 2000 HY69              | 26 d'abril de 2000     | Anderson Mesa        | LONEOS                      |
| 138427 -                       | 2000 HG75              | 27 d'abril de 2000     | Socorro              | LINEAR                      |
| 138428 -                       | 2000 HG77              | 28 d'abril de 2000     | Anderson Mesa        | LONEOS                      |
| 138429 -                       | 2000 HP77              | 28 d'abril de 2000     | Anderson Mesa        | LONEOS                      |
| 138430 -                       | 2000 HS80              | 28 d'abril de 2000     | Anderson Mesa        | LONEOS                      |
| 138431 -                       | 2000 HZ81              | 29 d'abril de 2000     | Socorro              | LINEAR                      |
| 138432 -                       | 2000 HM82              | 29 d'abril de 2000     | Socorro              | LINEAR                      |
| 138433 -                       | 2000 HV82              | 29 d'abril de 2000     | Socorro              | LINEAR                      |
| 138434 -                       | 2000 HF83              | 29 d'abril de 2000     | Socorro              | LINEAR                      |
| 138435 -                       | 2000 HX87              | 27 d'abril de 2000     | Socorro              | LINEAR                      |
| 138436 -                       | 2000 HA89              | 29 d'abril de 2000     | Socorro              | LINEAR                      |
| 138437 -                       | 2000 HN89              | 29 d'abril de 2000     | Socorro              | LINEAR                      |
| 138438 -                       | 2000 HG95              | 28 d'abril de 2000     | Socorro              | LINEAR                      |
| 138439 -                       | 2000 HD98              | 26 d'abril de 2000     | Ondřejov             | Ondřejov Observatory        |
| 138440 -                       | 2000 HP99              | 26 d'abril de 2000     | Anderson Mesa        | LONEOS                      |
| 138441 -                       | 2000 HB100             | 27 d'abril de 2000     | Socorro              | LINEAR                      |
| 138442 -                       | 2000 HN103             | 27 d'abril de 2000     | Anderson Mesa        | LONEOS                      |
| 138443 -                       | 2000 HR104             | 25 d'abril de 2000     | Kitt Peak            | Spacewatch                  |
| 138444 -                       | 2000 JS1               | 1 de maig de 2000      | Socorro              | LINEAR                      |
| 138445 -                       | 2000 JF2               | 2 de maig de 2000      | Drebach              | Drebach                     |
| 138446 -                       | 2000 JP4               | 1 de maig de 2000      | Kitt Peak            | Spacewatch                  |
| 138447 -                       | 2000 JQ6               | 4 de maig de 2000      | Socorro              | LINEAR                      |
| 138448 -                       | 2000 JV7               | 4 de maig de 2000      | Kitt Peak            | Spacewatch                  |
| 138449 -                       | 2000 JF8               | 5 de maig de 2000      | Kitt Peak            | Spacewatch                  |
| 138450 -                       | 2000 JQ8               | 4 de maig de 2000      | Socorro              | LINEAR                      |
| 138451 -                       | 2000 JR9               | 3 de maig de 2000      | Socorro              | LINEAR                      |
| 138452 -                       | 2000 JO10              | 7 de maig de 2000      | Socorro              | LINEAR                      |
| 138453 -                       | 2000 JO11              | 3 de maig de 2000      | Socorro              | LINEAR                      |
| 138454 -                       | 2000 JQ11              | 3 de maig de 2000      | Socorro              | LINEAR                      |
| 138455 -                       | 2000 JQ13              | 6 de maig de 2000      | Socorro              | LINEAR                      |
| 138456 -                       | 2000 JD21              | 6 de maig de 2000      | Socorro              | LINEAR                      |
| 138457 -                       | 2000 JN23              | 7 de maig de 2000      | Socorro              | LINEAR                      |
| 138458 -                       | 2000 JS24              | 7 de maig de 2000      | Socorro              | LINEAR                      |
| 138459 -                       | 2000 JQ31              | 7 de maig de 2000      | Socorro              | LINEAR                      |
| 138460 -                       | 2000 JP33              | 7 de maig de 2000      | Socorro              | LINEAR                      |
| 138461 -                       | 2000 JA35              | 7 de maig de 2000      | Socorro              | LINEAR                      |
| 138462 -                       | 2000 JO41              | 7 de maig de 2000      | Socorro              | LINEAR                      |
| 138463 -                       | 2000 JV41              | 7 de maig de 2000      | Socorro              | LINEAR                      |
| 138464 -                       | 2000 JJ42              | 7 de maig de 2000      | Socorro              | LINEAR                      |
| 138465 -                       | 2000 JV42              | 7 de maig de 2000      | Socorro              | LINEAR                      |
| 138466 -                       | 2000 JO43              | 7 de maig de 2000      | Socorro              | LINEAR                      |
| 138467 -                       | 2000 JL44              | 7 de maig de 2000      | Socorro              | LINEAR                      |
| 138468 -                       | 2000 JW44              | 7 de maig de 2000      | Socorro              | LINEAR                      |
| 138469 -                       | 2000 JJ56              | 6 de maig de 2000      | Socorro              | LINEAR                      |
| 138470 -                       | 2000 JF60              | 7 de maig de 2000      | Socorro              | LINEAR                      |
| 138471 -                       | 2000 JC75              | 5 de maig de 2000      | Anderson Mesa        | LONEOS                      |
| 138472 -                       | 2000 JB77              | 7 de maig de 2000      | Socorro              | LINEAR                      |
| 138473 -                       | 2000 JT78              | 4 de maig de 2000      | Kitt Peak            | Spacewatch                  |
| 138474 -                       | 2000 JP79              | 5 de maig de 2000      | Socorro              | LINEAR                      |
| 138475 -                       | 2000 JD84              | 5 de maig de 2000      | Socorro              | LINEAR                      |
| 138476 -                       | 2000 JJ85              | 4 de maig de 2000      | Anderson Mesa        | LONEOS                      |
| 138477 -                       | 2000 JY86              | 1 de maig de 2000      | Kitt Peak            | Spacewatch                  |
| 138478 -                       | 2000 JF87              | 2 de maig de 2000      | McDonald             | T. L. Farnham               |
| 138479 -                       | 2000 KU2               | 26 de maig de 2000     | Socorro              | LINEAR                      |
| 138480 -                       | 2000 KZ2               | 27 de maig de 2000     | Socorro              | LINEAR                      |
| 138481 -                       | 2000 KD3               | 26 de maig de 2000     | Kitt Peak            | Spacewatch                  |
| 138482 -                       | 2000 KR4               | 27 de maig de 2000     | Socorro              | LINEAR                      |
| 138483 -                       | 2000 KT7               | 27 de maig de 2000     | Socorro              | LINEAR                      |
| 138484 -                       | 2000 KD9               | 28 de maig de 2000     | Socorro              | LINEAR                      |
| 138485 -                       | 2000 KY9               | 28 de maig de 2000     | Socorro              | LINEAR                      |
| 138486 -                       | 2000 KH11              | 28 de maig de 2000     | Socorro              | LINEAR                      |
| 138487 -                       | 2000 KF15              | 28 de maig de 2000     | Socorro              | LINEAR                      |
| 138488 -                       | 2000 KY16              | 28 de maig de 2000     | Socorro              | LINEAR                      |
| 138489 -                       | 2000 KL17              | 28 de maig de 2000     | Socorro              | LINEAR                      |
| 138490 -                       | 2000 KK20              | 28 de maig de 2000     | Socorro              | LINEAR                      |
| 138491 -                       | 2000 KE27              | 28 de maig de 2000     | Socorro              | LINEAR                      |
| 138492 -                       | 2000 KF34              | 27 de maig de 2000     | Socorro              | LINEAR                      |
| 138493 -                       | 2000 KQ35              | 27 de maig de 2000     | Socorro              | LINEAR                      |
| 138494 -                       | 2000 KD37              | 24 de maig de 2000     | Kitt Peak            | Spacewatch                  |
| 138495 -                       | 2000 KG37              | 24 de maig de 2000     | Kitt Peak            | Spacewatch                  |
| 138496 -                       | 2000 KE38              | 24 de maig de 2000     | Kitt Peak            | Spacewatch                  |
| 138497 -                       | 2000 KS42              | 25 de maig de 2000     | Kitt Peak            | Spacewatch                  |
| 138498 -                       | 2000 KV42              | 25 de maig de 2000     | Kitt Peak            | Spacewatch                  |
| 138499 -                       | 2000 KE43              | 26 de maig de 2000     | Kitt Peak            | Spacewatch                  |
| 138500 -                       | 2000 KF51              | 30 de maig de 2000     | Kitt Peak            | Spacewatch                  |
| 138501-138600                  |                        |                        |                      |                             |
| 138501 -                       | 2000 KH52              | 23 de maig de 2000     | Anderson Mesa        | LONEOS                      |
| 138502 -                       | 2000 KQ52              | 24 de maig de 2000     | Anderson Mesa        | LONEOS                      |
| 138503 -                       | 2000 KC58              | 24 de maig de 2000     | Anderson Mesa        | LONEOS                      |
| 138504 -                       | 2000 KW62              | 26 de maig de 2000     | Anderson Mesa        | LONEOS                      |
| 138505 -                       | 2000 KY63              | 26 de maig de 2000     | Anderson Mesa        | LONEOS                      |
| 138506 -                       | 2000 KP64              | 27 de maig de 2000     | Socorro              | LINEAR                      |
| 138507 -                       | 2000 KA68              | 30 de maig de 2000     | Socorro              | LINEAR                      |
| 138508 -                       | 2000 KO69              | 29 de maig de 2000     | Socorro              | LINEAR                      |
| 138509 -                       | 2000 KO72              | 28 de maig de 2000     | Socorro              | LINEAR                      |
| 138510 -                       | 2000 KT73              | 27 de maig de 2000     | Socorro              | LINEAR                      |
| 138511 -                       | 2000 KZ82              | 25 de maig de 2000     | Anderson Mesa        | LONEOS                      |
| 138512 -                       | 2000 LE3               | 3 de juny de 2000      | Anderson Mesa        | LONEOS                      |
| 138513 -                       | 2000 LT6               | 1 de juny de 2000      | Kitt Peak            | Spacewatch                  |
| 138514 -                       | 2000 LA10              | 7 de juny de 2000      | Socorro              | LINEAR                      |
| 138515 -                       | 2000 LN24              | 1 de juny de 2000      | Socorro              | LINEAR                      |
| 138516 -                       | 2000 LM32              | 4 de juny de 2000      | Socorro              | LINEAR                      |
| 138517 -                       | 2000 LO32              | 4 de juny de 2000      | Socorro              | LINEAR                      |
| 138518 -                       | 2000 NB7               | 4 de juliol de 2000    | Kitt Peak            | Spacewatch                  |
| 138519 -                       | 2000 NE12              | 5 de juliol de 2000    | Anderson Mesa        | LONEOS                      |
| 138520 -                       | 2000 NK14              | 5 de juliol de 2000    | Anderson Mesa        | LONEOS                      |
| 138521 -                       | 2000 NL18              | 5 de juliol de 2000    | Anderson Mesa        | LONEOS                      |
| 138522 -                       | 2000 NW19              | 5 de juliol de 2000    | Anderson Mesa        | LONEOS                      |
| 138523 -                       | 2000 NL20              | 6 de juliol de 2000    | Kitt Peak            | Spacewatch                  |
| 138524 -                       | 2000 OJ8               | 30 de juliol de 2000   | Socorro              | LINEAR                      |
| 138525 -                       | 2000 OP8               | 23 de juliol de 2000   | Socorro              | LINEAR                      |
| 138526 -                       | 2000 OR8               | 23 de juliol de 2000   | Socorro              | LINEAR                      |
| 138527 -                       | 2000 OJ20              | 30 de juliol de 2000   | Socorro              | LINEAR                      |
| 138528 -                       | 2000 OX21              | 30 de juliol de 2000   | Reedy Creek          | J. Broughton                |
| 138529 -                       | 2000 OB31              | 30 de juliol de 2000   | Socorro              | LINEAR                      |
| 138530 -                       | 2000 OJ34              | 30 de juliol de 2000   | Socorro              | LINEAR                      |
| 138531 -                       | 2000 OC38              | 30 de juliol de 2000   | Socorro              | LINEAR                      |
| 138532 -                       | 2000 OA40              | 30 de juliol de 2000   | Socorro              | LINEAR                      |
| 138533 -                       | 2000 OF40              | 30 de juliol de 2000   | Socorro              | LINEAR                      |
| 138534 -                       | 2000 OT41              | 30 de juliol de 2000   | Socorro              | LINEAR                      |
| 138535 -                       | 2000 OO57              | 29 de juliol de 2000   | Anderson Mesa        | LONEOS                      |
| 138536 -                       | 2000 OZ59              | 29 de juliol de 2000   | Anderson Mesa        | LONEOS                      |
| 138537 -                       | 2000 OK67              | 29 de juliol de 2000   | Cerro Tololo         | M. W. Buie, S. D. Kern      |
| 138538 -                       | 2000 PL3               | 1 d'agost de 2000      | Socorro              | LINEAR                      |
| 138539 -                       | 2000 PB6               | 5 d'agost de 2000      | Haleakala            | NEAT                        |
| 138540 -                       | 2000 PZ14              | 1 d'agost de 2000      | Socorro              | LINEAR                      |
| 138541 -                       | 2000 PV20              | 1 d'agost de 2000      | Socorro              | LINEAR                      |
| 138542 -                       | 2000 PK25              | 3 d'agost de 2000      | Kitt Peak            | Spacewatch                  |
| 138543 -                       | 2000 QR6               | 25 d'agost de 2000     | Gnosca               | S. Sposetti                 |
| 138544 -                       | 2000 QY9               | 24 d'agost de 2000     | Socorro              | LINEAR                      |
| 138545 -                       | 2000 QD11              | 24 d'agost de 2000     | Socorro              | LINEAR                      |
| 138546 -                       | 2000 QM12              | 24 d'agost de 2000     | Socorro              | LINEAR                      |
| 138547 -                       | 2000 QA15              | 24 d'agost de 2000     | Socorro              | LINEAR                      |
| 138548 -                       | 2000 QN16              | 24 d'agost de 2000     | Socorro              | LINEAR                      |
| 138549 -                       | 2000 QY21              | 24 d'agost de 2000     | Socorro              | LINEAR                      |
| 138550 -                       | 2000 QD31              | 26 d'agost de 2000     | Socorro              | LINEAR                      |
| 138551 -                       | 2000 QF32              | 26 d'agost de 2000     | Socorro              | LINEAR                      |
| 138552 -                       | 2000 QF33              | 26 d'agost de 2000     | Socorro              | LINEAR                      |
| 138553 -                       | 2000 QZ40              | 24 d'agost de 2000     | Socorro              | LINEAR                      |
| 138554 -                       | 2000 QN44              | 24 d'agost de 2000     | Socorro              | LINEAR                      |
| 138555 -                       | 2000 QS44              | 24 d'agost de 2000     | Socorro              | LINEAR                      |
| 138556 -                       | 2000 QC47              | 24 d'agost de 2000     | Socorro              | LINEAR                      |
| 138557 -                       | 2000 QS47              | 24 d'agost de 2000     | Socorro              | LINEAR                      |
| 138558 -                       | 2000 QP51              | 24 d'agost de 2000     | Socorro              | LINEAR                      |
| 138559 -                       | 2000 QZ56              | 26 d'agost de 2000     | Socorro              | LINEAR                      |
| 138560 -                       | 2000 QM59              | 26 d'agost de 2000     | Socorro              | LINEAR                      |
| 138561 -                       | 2000 QY66              | 28 d'agost de 2000     | Socorro              | LINEAR                      |
| 138562 -                       | 2000 QC68              | 28 d'agost de 2000     | Socorro              | LINEAR                      |
| 138563 -                       | 2000 QE69              | 27 d'agost de 2000     | Fair Oaks Ranch      | J. V. McClusky              |
| 138564 -                       | 2000 QH74              | 24 d'agost de 2000     | Socorro              | LINEAR                      |
| 138565 -                       | 2000 QG76              | 24 d'agost de 2000     | Socorro              | LINEAR                      |
| 138566 -                       | 2000 QS78              | 24 d'agost de 2000     | Socorro              | LINEAR                      |
| 138567 -                       | 2000 QU79              | 24 d'agost de 2000     | Socorro              | LINEAR                      |
| 138568 -                       | 2000 QK81              | 24 d'agost de 2000     | Socorro              | LINEAR                      |
| 138569 -                       | 2000 QQ81              | 24 d'agost de 2000     | Socorro              | LINEAR                      |
| 138570 -                       | 2000 QS84              | 25 d'agost de 2000     | Socorro              | LINEAR                      |
| 138571 -                       | 2000 QY87              | 25 d'agost de 2000     | Socorro              | LINEAR                      |
| 138572 -                       | 2000 QV92              | 25 d'agost de 2000     | Socorro              | LINEAR                      |
| 138573 -                       | 2000 QB107             | 29 d'agost de 2000     | Socorro              | LINEAR                      |
| 138574 -                       | 2000 QS109             | 31 d'agost de 2000     | Kitt Peak            | Spacewatch                  |
| 138575 -                       | 2000 QG114             | 24 d'agost de 2000     | Socorro              | LINEAR                      |
| 138576 -                       | 2000 QU114             | 24 d'agost de 2000     | Socorro              | LINEAR                      |
| 138577 -                       | 2000 QX122             | 25 d'agost de 2000     | Socorro              | LINEAR                      |
| 138578 -                       | 2000 QL124             | 28 d'agost de 2000     | Socorro              | LINEAR                      |
| 138579 -                       | 2000 QA132             | 26 d'agost de 2000     | Socorro              | LINEAR                      |
| 138580 -                       | 2000 QC132             | 26 d'agost de 2000     | Socorro              | LINEAR                      |
| 138581 -                       | 2000 QQ133             | 26 d'agost de 2000     | Socorro              | LINEAR                      |
| 138582 -                       | 2000 QP134             | 26 d'agost de 2000     | Socorro              | LINEAR                      |
| 138583 -                       | 2000 QF136             | 29 d'agost de 2000     | Socorro              | LINEAR                      |
| 138584 -                       | 2000 QC139             | 31 d'agost de 2000     | Socorro              | LINEAR                      |
| 138585 -                       | 2000 QG140             | 31 d'agost de 2000     | Socorro              | LINEAR                      |
| 138586 -                       | 2000 QL142             | 31 d'agost de 2000     | Socorro              | LINEAR                      |
| 138587 -                       | 2000 QF143             | 31 d'agost de 2000     | Socorro              | LINEAR                      |
| 138588 -                       | 2000 QY146             | 31 d'agost de 2000     | Socorro              | LINEAR                      |
| 138589 -                       | 2000 QC154             | 31 d'agost de 2000     | Socorro              | LINEAR                      |
| 138590 -                       | 2000 QN154             | 31 d'agost de 2000     | Socorro              | LINEAR                      |
| 138591 -                       | 2000 QB156             | 31 d'agost de 2000     | Socorro              | LINEAR                      |
| 138592 -                       | 2000 QD160             | 31 d'agost de 2000     | Socorro              | LINEAR                      |
| 138593 -                       | 2000 QH160             | 31 d'agost de 2000     | Socorro              | LINEAR                      |
| 138594 -                       | 2000 QM160             | 31 d'agost de 2000     | Socorro              | LINEAR                      |
| 138595 -                       | 2000 QD161             | 31 d'agost de 2000     | Socorro              | LINEAR                      |
| 138596 -                       | 2000 QL161             | 31 d'agost de 2000     | Socorro              | LINEAR                      |
| 138597 -                       | 2000 QZ161             | 31 d'agost de 2000     | Socorro              | LINEAR                      |
| 138598 -                       | 2000 QV164             | 31 d'agost de 2000     | Socorro              | LINEAR                      |
| 138599 -                       | 2000 QO166             | 31 d'agost de 2000     | Socorro              | LINEAR                      |
| 138600 -                       | 2000 QJ174             | 31 d'agost de 2000     | Socorro              | LINEAR                      |
| 138601-138700                  |                        |                        |                      |                             |
| 138601 -                       | 2000 QK175             | 31 d'agost de 2000     | Socorro              | LINEAR                      |
| 138602 -                       | 2000 QY176             | 31 d'agost de 2000     | Socorro              | LINEAR                      |
| 138603 -                       | 2000 QG177             | 31 d'agost de 2000     | Socorro              | LINEAR                      |
| 138604 -                       | 2000 QO177             | 31 d'agost de 2000     | Socorro              | LINEAR                      |
| 138605 -                       | 2000 QW177             | 31 d'agost de 2000     | Socorro              | LINEAR                      |
| 138606 -                       | 2000 QR179             | 31 d'agost de 2000     | Socorro              | LINEAR                      |
| 138607 -                       | 2000 QF184             | 26 d'agost de 2000     | Socorro              | LINEAR                      |
| 138608 -                       | 2000 QX184             | 26 d'agost de 2000     | Socorro              | LINEAR                      |
| 138609 -                       | 2000 QH188             | 26 d'agost de 2000     | Socorro              | LINEAR                      |
| 138610 -                       | 2000 QY188             | 26 d'agost de 2000     | Socorro              | LINEAR                      |
| 138611 -                       | 2000 QJ189             | 26 d'agost de 2000     | Socorro              | LINEAR                      |
| 138612 -                       | 2000 QM194             | 31 d'agost de 2000     | Socorro              | LINEAR                      |
| 138613 -                       | 2000 QV196             | 29 d'agost de 2000     | Socorro              | LINEAR                      |
| 138614 -                       | 2000 QO197             | 29 d'agost de 2000     | Socorro              | LINEAR                      |
| 138615 -                       | 2000 QY197             | 29 d'agost de 2000     | Socorro              | LINEAR                      |
| 138616 -                       | 2000 QZ204             | 31 d'agost de 2000     | Socorro              | LINEAR                      |
| 138617 -                       | 2000 QP205             | 31 d'agost de 2000     | Socorro              | LINEAR                      |
| 138618 -                       | 2000 QZ209             | 31 d'agost de 2000     | Socorro              | LINEAR                      |
| 138619 -                       | 2000 QL211             | 31 d'agost de 2000     | Socorro              | LINEAR                      |
| 138620 -                       | 2000 QD220             | 21 d'agost de 2000     | Anderson Mesa        | LONEOS                      |
| 138621 -                       | 2000 QQ221             | 21 d'agost de 2000     | Anderson Mesa        | LONEOS                      |
| 138622 -                       | 2000 QU221             | 21 d'agost de 2000     | Anderson Mesa        | LONEOS                      |
| 138623 -                       | 2000 QQ225             | 29 d'agost de 2000     | Socorro              | LINEAR                      |
| 138624 -                       | 2000 QX226             | 31 d'agost de 2000     | Socorro              | LINEAR                      |
| 138625 -                       | 2000 QL244             | 24 d'agost de 2000     | Socorro              | LINEAR                      |
| 138626 -                       | 2000 QM248             | 28 d'agost de 2000     | Cerro Tololo         | M. W. Buie                  |
| 138627 -                       | 2000 QK250             | 20 d'agost de 2000     | Anderson Mesa        | LONEOS                      |
| 138628 -                       | 2000 QM251             | 25 d'agost de 2000     | Cerro Tololo         | M. W. Buie                  |
| 138629 -                       | 2000 RR                | Socorro                | LINEAR               |                             |
| 138630 -                       | 2000 RU                | 1 de setembre de 2000  | Socorro              | LINEAR                      |
| 138631 -                       | 2000 RE8               | 1 de setembre de 2000  | Socorro              | LINEAR                      |
| 138632 -                       | 2000 RS14              | 1 de setembre de 2000  | Socorro              | LINEAR                      |
| 138633 -                       | 2000 RD15              | 1 de setembre de 2000  | Socorro              | LINEAR                      |
| 138634 -                       | 2000 RW15              | 1 de setembre de 2000  | Socorro              | LINEAR                      |
| 138635 -                       | 2000 RP17              | 1 de setembre de 2000  | Socorro              | LINEAR                      |
| 138636 -                       | 2000 RJ18              | 1 de setembre de 2000  | Socorro              | LINEAR                      |
| 138637 -                       | 2000 RN20              | 1 de setembre de 2000  | Socorro              | LINEAR                      |
| 138638 -                       | 2000 RF24              | 1 de setembre de 2000  | Socorro              | LINEAR                      |
| 138639 -                       | 2000 RH24              | 1 de setembre de 2000  | Socorro              | LINEAR                      |
| 138640 -                       | 2000 RO26              | 1 de setembre de 2000  | Socorro              | LINEAR                      |
| 138641 -                       | 2000 RH27              | 1 de setembre de 2000  | Socorro              | LINEAR                      |
| 138642 -                       | 2000 RV27              | 1 de setembre de 2000  | Socorro              | LINEAR                      |
| 138643 -                       | 2000 RH29              | 1 de setembre de 2000  | Socorro              | LINEAR                      |
| 138644 -                       | 2000 RQ30              | 1 de setembre de 2000  | Socorro              | LINEAR                      |
| 138645 -                       | 2000 RQ31              | 1 de setembre de 2000  | Socorro              | LINEAR                      |
| 138646 -                       | 2000 RK34              | 1 de setembre de 2000  | Socorro              | LINEAR                      |
| 138647 -                       | 2000 RK39              | 1 de setembre de 2000  | Socorro              | LINEAR                      |
| 138648 -                       | 2000 RL39              | 1 de setembre de 2000  | Socorro              | LINEAR                      |
| 138649 -                       | 2000 RZ39              | 3 de setembre de 2000  | Socorro              | LINEAR                      |
| 138650 -                       | 2000 RY53              | 1 de setembre de 2000  | Socorro              | LINEAR                      |
| 138651 -                       | 2000 RQ59              | 7 de setembre de 2000  | Kitt Peak            | Spacewatch                  |
| 138652 -                       | 2000 RR63              | 3 de setembre de 2000  | Socorro              | LINEAR                      |
| 138653 -                       | 2000 RT76              | 4 de setembre de 2000  | Socorro              | LINEAR                      |
| 138654 -                       | 2000 RP77              | 8 de setembre de 2000  | Ondřejov             | L. Šarounová                |
| 138655 -                       | 2000 RG81              | 1 de setembre de 2000  | Socorro              | LINEAR                      |
| 138656 -                       | 2000 RQ81              | 1 de setembre de 2000  | Socorro              | LINEAR                      |
| 138657 -                       | 2000 RU81              | 1 de setembre de 2000  | Socorro              | LINEAR                      |
| 138658 -                       | 2000 RA84              | 2 de setembre de 2000  | Socorro              | LINEAR                      |
| 138659 -                       | 2000 RQ88              | 3 de setembre de 2000  | Socorro              | LINEAR                      |
| 138660 -                       | 2000 RR88              | 3 de setembre de 2000  | Socorro              | LINEAR                      |
| 138661 -                       | 2000 RH89              | 3 de setembre de 2000  | Socorro              | LINEAR                      |
| 138662 -                       | 2000 RV89              | 3 de setembre de 2000  | Socorro              | LINEAR                      |
| 138663 -                       | 2000 RE91              | 3 de setembre de 2000  | Socorro              | LINEAR                      |
| 138664 -                       | 2000 RK93              | 4 de setembre de 2000  | Anderson Mesa        | LONEOS                      |
| 138665 -                       | 2000 RE96              | 4 de setembre de 2000  | Haleakala            | NEAT                        |
| 138666 -                       | 2000 RX96              | 5 de setembre de 2000  | Anderson Mesa        | LONEOS                      |
| 138667 -                       | 2000 RZ99              | 5 de setembre de 2000  | Anderson Mesa        | LONEOS                      |
| 138668 -                       | 2000 RB103             | 5 de setembre de 2000  | Anderson Mesa        | LONEOS                      |
| 138669 -                       | 2000 RJ104             | 6 de setembre de 2000  | Socorro              | LINEAR                      |
| 138670 -                       | 2000 RH106             | 3 de setembre de 2000  | Socorro              | LINEAR                      |
| 138671 -                       | 2000 SY3               | 20 de setembre de 2000 | Socorro              | LINEAR                      |
| 138672 -                       | 2000 SL4               | 22 de setembre de 2000 | Kitt Peak            | Spacewatch                  |
| 138673 -                       | 2000 SH6               | 20 de setembre de 2000 | Socorro              | LINEAR                      |
| 138674 -                       | 2000 SJ6               | 20 de setembre de 2000 | Socorro              | LINEAR                      |
| 138675 -                       | 2000 SU8               | 23 de setembre de 2000 | Prescott             | P. G. Comba                 |
| 138676 -                       | 2000 SZ15              | 23 de setembre de 2000 | Socorro              | LINEAR                      |
| 138677 -                       | 2000 SU16              | 23 de setembre de 2000 | Socorro              | LINEAR                      |
| 138678 -                       | 2000 SS23              | 26 de setembre de 2000 | Desert Beaver        | W. K. Y. Yeung              |
| 138679 -                       | 2000 SD30              | 24 de setembre de 2000 | Socorro              | LINEAR                      |
| 138680 -                       | 2000 SN31              | 24 de setembre de 2000 | Socorro              | LINEAR                      |
| 138681 -                       | 2000 SX32              | 24 de setembre de 2000 | Socorro              | LINEAR                      |
| 138682 -                       | 2000 SJ34              | 24 de setembre de 2000 | Socorro              | LINEAR                      |
| 138683 -                       | 2000 SS35              | 24 de setembre de 2000 | Socorro              | LINEAR                      |
| 138684 -                       | 2000 SS40              | 24 de setembre de 2000 | Socorro              | LINEAR                      |
| 138685 -                       | 2000 SM45              | 22 de setembre de 2000 | Socorro              | LINEAR                      |
| 138686 -                       | 2000 SK50              | 23 de setembre de 2000 | Socorro              | LINEAR                      |
| 138687 -                       | 2000 SJ51              | 23 de setembre de 2000 | Socorro              | LINEAR                      |
| 138688 -                       | 2000 SE53              | 24 de setembre de 2000 | Socorro              | LINEAR                      |
| 138689 -                       | 2000 SW55              | 24 de setembre de 2000 | Socorro              | LINEAR                      |
| 138690 -                       | 2000 SY56              | 24 de setembre de 2000 | Socorro              | LINEAR                      |
| 138691 -                       | 2000 SP57              | 24 de setembre de 2000 | Socorro              | LINEAR                      |
| 138692 -                       | 2000 SV58              | 24 de setembre de 2000 | Socorro              | LINEAR                      |
| 138693 -                       | 2000 ST59              | 24 de setembre de 2000 | Socorro              | LINEAR                      |
| 138694 -                       | 2000 SV59              | 24 de setembre de 2000 | Socorro              | LINEAR                      |
| 138695 -                       | 2000 SD60              | 24 de setembre de 2000 | Socorro              | LINEAR                      |
| 138696 -                       | 2000 SB69              | 24 de setembre de 2000 | Socorro              | LINEAR                      |
| 138697 -                       | 2000 ST69              | 24 de setembre de 2000 | Socorro              | LINEAR                      |
| 138698 -                       | 2000 SQ76              | 24 de setembre de 2000 | Socorro              | LINEAR                      |
| 138699 -                       | 2000 SL77              | 24 de setembre de 2000 | Socorro              | LINEAR                      |
| 138700 -                       | 2000 SD79              | 24 de setembre de 2000 | Socorro              | LINEAR                      |
| 138701-138800                  |                        |                        |                      |                             |
| 138701 -                       | 2000 SJ80              | 24 de setembre de 2000 | Socorro              | LINEAR                      |
| 138702 -                       | 2000 SW85              | 24 de setembre de 2000 | Socorro              | LINEAR                      |
| 138703 -                       | 2000 SK89              | 28 de setembre de 2000 | Socorro              | LINEAR                      |
| 138704 -                       | 2000 SO90              | 22 de setembre de 2000 | Socorro              | LINEAR                      |
| 138705 -                       | 2000 SU90              | 22 de setembre de 2000 | Socorro              | LINEAR                      |
| 138706 -                       | 2000 SR92              | 23 de setembre de 2000 | Socorro              | LINEAR                      |
| 138707 -                       | 2000 SP95              | 23 de setembre de 2000 | Socorro              | LINEAR                      |
| 138708 -                       | 2000 SW95              | 23 de setembre de 2000 | Socorro              | LINEAR                      |
| 138709 -                       | 2000 SJ101             | 24 de setembre de 2000 | Socorro              | LINEAR                      |
| 138710 -                       | 2000 SE103             | 24 de setembre de 2000 | Socorro              | LINEAR                      |
| 138711 -                       | 2000 SN104             | 24 de setembre de 2000 | Socorro              | LINEAR                      |
| 138712 -                       | 2000 SJ105             | 24 de setembre de 2000 | Socorro              | LINEAR                      |
| 138713 -                       | 2000 SK117             | 24 de setembre de 2000 | Socorro              | LINEAR                      |
| 138714 -                       | 2000 SC126             | 24 de setembre de 2000 | Socorro              | LINEAR                      |
| 138715 -                       | 2000 SK129             | 22 de setembre de 2000 | Socorro              | LINEAR                      |
| 138716 -                       | 2000 SU130             | 22 de setembre de 2000 | Socorro              | LINEAR                      |
| 138717 -                       | 2000 SB135             | 23 de setembre de 2000 | Socorro              | LINEAR                      |
| 138718 -                       | 2000 SW139             | 23 de setembre de 2000 | Socorro              | LINEAR                      |
| 138719 -                       | 2000 SB144             | 24 de setembre de 2000 | Socorro              | LINEAR                      |
| 138720 -                       | 2000 SV156             | 25 de setembre de 2000 | Socorro              | LINEAR                      |
| 138721 -                       | 2000 SY156             | 26 de setembre de 2000 | Socorro              | LINEAR                      |
| 138722 -                       | 2000 SA157             | 26 de setembre de 2000 | Socorro              | LINEAR                      |
| 138723 -                       | 2000 SY158             | 27 de setembre de 2000 | Kitt Peak            | Spacewatch                  |
| 138724 -                       | 2000 SZ164             | 23 de setembre de 2000 | Socorro              | LINEAR                      |
| 138725 -                       | 2000 SF175             | 28 de setembre de 2000 | Socorro              | LINEAR                      |
| 138726 -                       | 2000 SY176             | 28 de setembre de 2000 | Socorro              | LINEAR                      |
| 138727 -                       | 2000 SU180             | 27 de setembre de 2000 | Socorro              | LINEAR                      |
| 138728 -                       | 2000 SO186             | 21 de setembre de 2000 | Haleakala            | NEAT                        |
| 138729 -                       | 2000 SB187             | 21 de setembre de 2000 | Haleakala            | NEAT                        |
| 138730 -                       | 2000 SP187             | 21 de setembre de 2000 | Haleakala            | NEAT                        |
| 138731 -                       | 2000 SE191             | 24 de setembre de 2000 | Socorro              | LINEAR                      |
| 138732 -                       | 2000 SG191             | 24 de setembre de 2000 | Socorro              | LINEAR                      |
| 138733 -                       | 2000 SB195             | 24 de setembre de 2000 | Socorro              | LINEAR                      |
| 138734 -                       | 2000 SG195             | 24 de setembre de 2000 | Socorro              | LINEAR                      |
| 138735 -                       | 2000 SR199             | 24 de setembre de 2000 | Socorro              | LINEAR                      |
| 138736 -                       | 2000 SV199             | 24 de setembre de 2000 | Socorro              | LINEAR                      |
| 138737 -                       | 2000 SX201             | 24 de setembre de 2000 | Socorro              | LINEAR                      |
| 138738 -                       | 2000 SZ203             | 24 de setembre de 2000 | Socorro              | LINEAR                      |
| 138739 -                       | 2000 SF206             | 24 de setembre de 2000 | Socorro              | LINEAR                      |
| 138740 -                       | 2000 SB209             | 25 de setembre de 2000 | Socorro              | LINEAR                      |
| 138741 -                       | 2000 SE213             | 25 de setembre de 2000 | Socorro              | LINEAR                      |
| 138742 -                       | 2000 SR223             | 27 de setembre de 2000 | Socorro              | LINEAR                      |
| 138743 -                       | 2000 SC225             | 27 de setembre de 2000 | Socorro              | LINEAR                      |
| 138744 -                       | 2000 SB235             | 24 de setembre de 2000 | Socorro              | LINEAR                      |
| 138745 -                       | 2000 SM235             | 24 de setembre de 2000 | Socorro              | LINEAR                      |
| 138746 -                       | 2000 SD246             | 24 de setembre de 2000 | Socorro              | LINEAR                      |
| 138747 -                       | 2000 SR246             | 24 de setembre de 2000 | Socorro              | LINEAR                      |
| 138748 -                       | 2000 SU246             | 24 de setembre de 2000 | Socorro              | LINEAR                      |
| 138749 -                       | 2000 SD253             | 24 de setembre de 2000 | Socorro              | LINEAR                      |
| 138750 -                       | 2000 SH253             | 24 de setembre de 2000 | Socorro              | LINEAR                      |
| 138751 -                       | 2000 SC259             | 24 de setembre de 2000 | Socorro              | LINEAR                      |
| 138752 -                       | 2000 SP259             | 24 de setembre de 2000 | Socorro              | LINEAR                      |
| 138753 -                       | 2000 SP270             | 27 de setembre de 2000 | Socorro              | LINEAR                      |
| 138754 -                       | 2000 SA272             | 28 de setembre de 2000 | Socorro              | LINEAR                      |
| 138755 -                       | 2000 SL272             | 28 de setembre de 2000 | Socorro              | LINEAR                      |
| 138756 -                       | 2000 SC273             | 28 de setembre de 2000 | Socorro              | LINEAR                      |
| 138757 -                       | 2000 SR280             | 30 de setembre de 2000 | Socorro              | LINEAR                      |
| 138758 -                       | 2000 SS280             | 30 de setembre de 2000 | Socorro              | LINEAR                      |
| 138759 -                       | 2000 SK281             | 23 de setembre de 2000 | Socorro              | LINEAR                      |
| 138760 -                       | 2000 SO283             | 23 de setembre de 2000 | Socorro              | LINEAR                      |
| 138761 -                       | 2000 SN286             | 26 de setembre de 2000 | Socorro              | LINEAR                      |
| 138762 -                       | 2000 SR287             | 26 de setembre de 2000 | Socorro              | LINEAR                      |
| 138763 -                       | 2000 SX290             | 27 de setembre de 2000 | Socorro              | LINEAR                      |
| 138764 -                       | 2000 SP292             | 27 de setembre de 2000 | Socorro              | LINEAR                      |
| 138765 -                       | 2000 SD306             | 30 de setembre de 2000 | Socorro              | LINEAR                      |
| 138766 -                       | 2000 SL308             | 30 de setembre de 2000 | Socorro              | LINEAR                      |
| 138767 -                       | 2000 ST313             | 27 de setembre de 2000 | Socorro              | LINEAR                      |
| 138768 -                       | 2000 SM314             | 28 de setembre de 2000 | Socorro              | LINEAR                      |
| 138769 -                       | 2000 SP314             | 28 de setembre de 2000 | Socorro              | LINEAR                      |
| 138770 -                       | 2000 SK315             | 28 de setembre de 2000 | Socorro              | LINEAR                      |
| 138771 -                       | 2000 SP316             | 30 de setembre de 2000 | Socorro              | LINEAR                      |
| 138772 -                       | 2000 SH317             | 30 de setembre de 2000 | Socorro              | LINEAR                      |
| 138773 -                       | 2000 SS318             | 26 de setembre de 2000 | Socorro              | LINEAR                      |
| 138774 -                       | 2000 SJ320             | 29 de setembre de 2000 | Kitt Peak            | Spacewatch                  |
| 138775 -                       | 2000 SA328             | 30 de setembre de 2000 | Socorro              | LINEAR                      |
| 138776 -                       | 2000 SH328             | 30 de setembre de 2000 | Kitt Peak            | Spacewatch                  |
| 138777 -                       | 2000 SX330             | 27 de setembre de 2000 | Kitt Peak            | Spacewatch                  |
| 138778 -                       | 2000 ST334             | 26 de setembre de 2000 | Kitt Peak            | Spacewatch                  |
| 138779 -                       | 2000 SL335             | 26 de setembre de 2000 | Kitt Peak            | Spacewatch                  |
| 138780 -                       | 2000 SR338             | 25 de setembre de 2000 | Haleakala            | NEAT                        |
| 138781 -                       | 2000 SH339             | 25 de setembre de 2000 | Socorro              | LINEAR                      |
| 138782 -                       | 2000 SV344             | 20 de setembre de 2000 | Socorro              | LINEAR                      |
| 138783 -                       | 2000 SJ349             | 30 de setembre de 2000 | Anderson Mesa        | LONEOS                      |
| 138784 -                       | 2000 SN350             | 29 de setembre de 2000 | Anderson Mesa        | LONEOS                      |
| 138785 -                       | 2000 SA351             | 29 de setembre de 2000 | Anderson Mesa        | LONEOS                      |
| 138786 -                       | 2000 SL355             | 29 de setembre de 2000 | Anderson Mesa        | LONEOS                      |
| 138787 -                       | 2000 SJ358             | 23 de setembre de 2000 | Socorro              | LINEAR                      |
| 138788 -                       | 2000 SQ359             | 26 de setembre de 2000 | Anderson Mesa        | LONEOS                      |
| 138789 -                       | 2000 SU362             | 20 de setembre de 2000 | Socorro              | LINEAR                      |
| 138790 -                       | 2000 SZ362             | 19 de setembre de 2000 | Kitt Peak            | Spacewatch                  |
| 138791 -                       | 2000 SK363             | 21 de setembre de 2000 | Anderson Mesa        | LONEOS                      |
| 138792 -                       | 2000 SP365             | 21 de setembre de 2000 | Anderson Mesa        | LONEOS                      |
| 138793 -                       | 2000 SV368             | 25 de setembre de 2000 | Anderson Mesa        | LONEOS                      |
| 138794 -                       | 2000 TU2               | 1 d'octubre de 2000    | Socorro              | LINEAR                      |
| 138795 -                       | 2000 TB4               | 1 d'octubre de 2000    | Socorro              | LINEAR                      |
| 138796 -                       | 2000 TV6               | 1 d'octubre de 2000    | Socorro              | LINEAR                      |
| 138797 -                       | 2000 TR9               | 1 d'octubre de 2000    | Socorro              | LINEAR                      |
| 138798 -                       | 2000 TA13              | 1 d'octubre de 2000    | Socorro              | LINEAR                      |
| 138799 -                       | 2000 TT15              | 1 d'octubre de 2000    | Socorro              | LINEAR                      |
| 138800 -                       | 2000 TZ19              | 1 d'octubre de 2000    | Socorro              | LINEAR                      |
| 138801-138900                  |                        |                        |                      |                             |
| 138801 -                       | 2000 TJ26              | 1 d'octubre de 2000    | Socorro              | LINEAR                      |
| 138802 -                       | 2000 TL27              | 3 d'octubre de 2000    | Socorro              | LINEAR                      |
| 138803 -                       | 2000 TT34              | 6 d'octubre de 2000    | Anderson Mesa        | LONEOS                      |
| 138804 -                       | 2000 TG36              | 6 d'octubre de 2000    | Anderson Mesa        | LONEOS                      |
| 138805 -                       | 2000 TE39              | 1 d'octubre de 2000    | Socorro              | LINEAR                      |
| 138806 -                       | 2000 TK39              | 1 d'octubre de 2000    | Socorro              | LINEAR                      |
| 138807 -                       | 2000 TA43              | 1 d'octubre de 2000    | Socorro              | LINEAR                      |
| 138808 -                       | 2000 TD43              | 1 d'octubre de 2000    | Socorro              | LINEAR                      |
| 138809 -                       | 2000 TF43              | 1 d'octubre de 2000    | Socorro              | LINEAR                      |
| 138810 -                       | 2000 TB50              | 1 d'octubre de 2000    | Anderson Mesa        | LONEOS                      |
| 138811 -                       | 2000 TW50              | 1 d'octubre de 2000    | Socorro              | LINEAR                      |
| 138812 -                       | 2000 TY54              | 1 d'octubre de 2000    | Socorro              | LINEAR                      |
| 138813 -                       | 2000 TO56              | 2 d'octubre de 2000    | Anderson Mesa        | LONEOS                      |
| 138814 -                       | 2000 TD58              | 2 d'octubre de 2000    | Socorro              | LINEAR                      |
| 138815 -                       | 2000 TQ64              | 7 d'octubre de 2000    | Kitt Peak            | Spacewatch                  |
| 138816 -                       | 2000 TG65              | 1 d'octubre de 2000    | Socorro              | LINEAR                      |
| 138817 -                       | 2000 UR8               | 24 d'octubre de 2000   | Socorro              | LINEAR                      |
| 138818 -                       | 2000 UK15              | 29 d'octubre de 2000   | Oaxaca               | J. M. Roe                   |
| 138819 -                       | 2000 UL22              | 24 d'octubre de 2000   | Socorro              | LINEAR                      |
| 138820 -                       | 2000 UN22              | 24 d'octubre de 2000   | Socorro              | LINEAR                      |
| 138821 -                       | 2000 UM23              | 24 d'octubre de 2000   | Socorro              | LINEAR                      |
| 138822 -                       | 2000 UR23              | 24 d'octubre de 2000   | Socorro              | LINEAR                      |
| 138823 -                       | 2000 UR24              | 24 d'octubre de 2000   | Socorro              | LINEAR                      |
| 138824 -                       | 2000 UK28              | 25 d'octubre de 2000   | Socorro              | LINEAR                      |
| 138825 -                       | 2000 UR31              | 29 d'octubre de 2000   | Kitt Peak            | Spacewatch                  |
| 138826 -                       | 2000 UY42              | 24 d'octubre de 2000   | Socorro              | LINEAR                      |
| 138827 -                       | 2000 UB44              | 24 d'octubre de 2000   | Socorro              | LINEAR                      |
| 138828 -                       | 2000 UD52              | 24 d'octubre de 2000   | Socorro              | LINEAR                      |
| 138829 -                       | 2000 UL58              | 25 d'octubre de 2000   | Socorro              | LINEAR                      |
| 138830 -                       | 2000 UJ62              | 25 d'octubre de 2000   | Socorro              | LINEAR                      |
| 138831 -                       | 2000 UD68              | 25 d'octubre de 2000   | Socorro              | LINEAR                      |
| 138832 -                       | 2000 UX88              | 31 d'octubre de 2000   | Socorro              | LINEAR                      |
| 138833 -                       | 2000 UE91              | 25 d'octubre de 2000   | Socorro              | LINEAR                      |
| 138834 -                       | 2000 UQ92              | 25 d'octubre de 2000   | Socorro              | LINEAR                      |
| 138835 -                       | 2000 UZ97              | 25 d'octubre de 2000   | Socorro              | LINEAR                      |
| 138836 -                       | 2000 UW100             | 25 d'octubre de 2000   | Socorro              | LINEAR                      |
| 138837 -                       | 2000 UC109             | 31 d'octubre de 2000   | Socorro              | LINEAR                      |
| 138838 -                       | 2000 VL3               | 1 de novembre de 2000  | Desert Beaver        | W. K. Y. Yeung              |
| 138839 -                       | 2000 VA10              | 1 de novembre de 2000  | Socorro              | LINEAR                      |
| 138840 -                       | 2000 VB10              | 1 de novembre de 2000  | Socorro              | LINEAR                      |
| 138841 -                       | 2000 VT15              | 1 de novembre de 2000  | Socorro              | LINEAR                      |
| 138842 -                       | 2000 VN22              | 1 de novembre de 2000  | Socorro              | LINEAR                      |
| 138843 -                       | 2000 VF39              | 2 de novembre de 2000  | Socorro              | LINEAR                      |
| 138844 -                       | 2000 VC41              | 1 de novembre de 2000  | Socorro              | LINEAR                      |
| 138845 -                       | 2000 VV57              | 3 de novembre de 2000  | Socorro              | LINEAR                      |
| 138846 -                       | 2000 VJ61              | 2 de novembre de 2000  | Socorro              | LINEAR                      |
| 138847 -                       | 2000 VE62              | 3 de novembre de 2000  | Socorro              | LINEAR                      |
| 138848 -                       | 2000 WD1               | 16 de novembre de 2000 | Kitt Peak            | Spacewatch                  |
| 138849 -                       | 2000 WL3               | 17 de novembre de 2000 | Socorro              | LINEAR                      |
| 138850 -                       | 2000 WR6               | 19 de novembre de 2000 | Socorro              | LINEAR                      |
| 138851 -                       | 2000 WW7               | 20 de novembre de 2000 | Socorro              | LINEAR                      |
| 138852 -                       | 2000 WN10              | 20 de novembre de 2000 | Socorro              | LINEAR                      |
| 138853 -                       | 2000 WN13              | 21 de novembre de 2000 | Socorro              | LINEAR                      |
| 138854 -                       | 2000 WK17              | 21 de novembre de 2000 | Socorro              | LINEAR                      |
| 138855 -                       | 2000 WU28              | 21 de novembre de 2000 | Socorro              | LINEAR                      |
| 138856 -                       | 2000 WT34              | 20 de novembre de 2000 | Socorro              | LINEAR                      |
| 138857 -                       | 2000 WC47              | 21 de novembre de 2000 | Socorro              | LINEAR                      |
| 138858 -                       | 2000 WE62              | 26 de novembre de 2000 | Socorro              | LINEAR                      |
| 138859 -                       | 2000 WN63              | 27 de novembre de 2000 | Kitt Peak            | Spacewatch                  |
| 138860 -                       | 2000 WO77              | 20 de novembre de 2000 | Socorro              | LINEAR                      |
| 138861 -                       | 2000 WO87              | 20 de novembre de 2000 | Socorro              | LINEAR                      |
| 138862 -                       | 2000 WP113             | 20 de novembre de 2000 | Socorro              | LINEAR                      |
| 138863 -                       | 2000 WO119             | 20 de novembre de 2000 | Socorro              | LINEAR                      |
| 138864 -                       | 2000 WM143             | 20 de novembre de 2000 | Socorro              | LINEAR                      |
| 138865 -                       | 2000 WP159             | 20 de novembre de 2000 | Anderson Mesa        | LONEOS                      |
| 138866 -                       | 2000 WO163             | 21 de novembre de 2000 | Socorro              | LINEAR                      |
| 138867 -                       | 2000 XD5               | 1 de desembre de 2000  | Socorro              | LINEAR                      |
| 138868 -                       | 2000 XR15              | 5 de desembre de 2000  | Socorro              | LINEAR                      |
| 138869 -                       | 2000 XL16              | 1 de desembre de 2000  | Socorro              | LINEAR                      |
| 138870 -                       | 2000 XP16              | 1 de desembre de 2000  | Socorro              | LINEAR                      |
| 138871 -                       | 2000 XG17              | 1 de desembre de 2000  | Socorro              | LINEAR                      |
| 138872 -                       | 2000 XU31              | 4 de desembre de 2000  | Socorro              | LINEAR                      |
| 138873 -                       | 2000 XV34              | 4 de desembre de 2000  | Socorro              | LINEAR                      |
| 138874 -                       | 2000 XN35              | 4 de desembre de 2000  | Socorro              | LINEAR                      |
| 138875 -                       | 2000 XF37              | 5 de desembre de 2000  | Socorro              | LINEAR                      |
| 138876 -                       | 2000 XA45              | 5 de desembre de 2000  | Socorro              | LINEAR                      |
| 138877 -                       | 2000 XG47              | 15 de desembre de 2000 | Socorro              | LINEAR                      |
| 138878 -                       | 2000 YE1               | 18 de desembre de 2000 | Kitt Peak            | Spacewatch                  |
| 138879 -                       | 2000 YQ2               | 19 de desembre de 2000 | Socorro              | LINEAR                      |
| 138880 -                       | 2000 YK6               | 20 de desembre de 2000 | Socorro              | LINEAR                      |
| 138881 -                       | 2000 YD9               | 21 de desembre de 2000 | Kitt Peak            | Spacewatch                  |
| 138882 -                       | 2000 YZ9               | 20 de desembre de 2000 | Socorro              | LINEAR                      |
| 138883 -                       | 2000 YL29              | 26 de desembre de 2000 | Haleakala            | NEAT                        |
| 138884 -                       | 2000 YQ37              | 30 de desembre de 2000 | Socorro              | LINEAR                      |
| 138885 -                       | 2000 YR41              | 30 de desembre de 2000 | Socorro              | LINEAR                      |
| 138886 -                       | 2000 YJ46              | 30 de desembre de 2000 | Socorro              | LINEAR                      |
| 138887 -                       | 2000 YE50              | 30 de desembre de 2000 | Socorro              | LINEAR                      |
| 138888 -                       | 2000 YQ52              | 30 de desembre de 2000 | Socorro              | LINEAR                      |
| 138889 -                       | 2000 YY55              | 30 de desembre de 2000 | Socorro              | LINEAR                      |
| 138890 -                       | 2000 YD61              | 30 de desembre de 2000 | Socorro              | LINEAR                      |
| 138891 -                       | 2000 YY61              | 30 de desembre de 2000 | Socorro              | LINEAR                      |
| 138892 -                       | 2000 YM64              | 30 de desembre de 2000 | Socorro              | LINEAR                      |
| 138893 -                       | 2000 YH66              | 30 de desembre de 2000 | Socorro              | LINEAR                      |
| 138894 -                       | 2000 YW67              | 28 de desembre de 2000 | Socorro              | LINEAR                      |
| 138895 -                       | 2000 YL74              | 30 de desembre de 2000 | Socorro              | LINEAR                      |
| 138896 -                       | 2000 YN74              | 30 de desembre de 2000 | Socorro              | LINEAR                      |
| 138897 -                       | 2000 YV77              | 30 de desembre de 2000 | Socorro              | LINEAR                      |
| 138898 -                       | 2000 YU87              | 30 de desembre de 2000 | Socorro              | LINEAR                      |
| 138899 -                       | 2000 YD95              | 30 de desembre de 2000 | Socorro              | LINEAR                      |
| 138900 -                       | 2000 YW97              | 30 de desembre de 2000 | Socorro              | LINEAR                      |
| 138901-139000                  |                        |                        |                      |                             |
| 138901 -                       | 2000 YU98              | 30 de desembre de 2000 | Socorro              | LINEAR                      |
| 138902 -                       | 2000 YO102             | 28 de desembre de 2000 | Socorro              | LINEAR                      |
| 138903 -                       | 2000 YA107             | 30 de desembre de 2000 | Socorro              | LINEAR                      |
| 138904 -                       | 2000 YO108             | 30 de desembre de 2000 | Socorro              | LINEAR                      |
| 138905 -                       | 2000 YK110             | 30 de desembre de 2000 | Socorro              | LINEAR                      |
| 138906 -                       | 2000 YO118             | 30 de desembre de 2000 | Socorro              | LINEAR                      |
| 138907 -                       | 2000 YB129             | 29 de desembre de 2000 | Haleakala            | NEAT                        |
| 138908 -                       | 2000 YG130             | 30 de desembre de 2000 | Socorro              | LINEAR                      |
| 138909 -                       | 2000 YO135             | 18 de desembre de 2000 | Anderson Mesa        | LONEOS                      |
| 138910 -                       | 2000 YE136             | 22 de desembre de 2000 | Kitt Peak            | Spacewatch                  |
| 138911 -                       | 2001 AE2               | 2 de gener de 2001     | Socorro              | LINEAR                      |
| 138912 -                       | 2001 AD4               | 2 de gener de 2001     | Socorro              | LINEAR                      |
| 138913 -                       | 2001 AJ11              | 2 de gener de 2001     | Socorro              | LINEAR                      |
| 138914 -                       | 2001 AB12              | 2 de gener de 2001     | Socorro              | LINEAR                      |
| 138915 -                       | 2001 AW13              | 2 de gener de 2001     | Socorro              | LINEAR                      |
| 138916 -                       | 2001 AS14              | 2 de gener de 2001     | Socorro              | LINEAR                      |
| 138917 -                       | 2001 AZ19              | 4 de gener de 2001     | Socorro              | LINEAR                      |
| 138918 -                       | 2001 AJ22              | 3 de gener de 2001     | Socorro              | LINEAR                      |
| 138919 -                       | 2001 AU23              | 3 de gener de 2001     | Socorro              | LINEAR                      |
| 138920 -                       | 2001 AE24              | 15 de gener de 2001    | Kitt Peak            | Spacewatch                  |
| 138921 -                       | 2001 AR24              | 4 de gener de 2001     | Socorro              | LINEAR                      |
| 138922 -                       | 2001 AY39              | 3 de gener de 2001     | Anderson Mesa        | LONEOS                      |
| 138923 -                       | 2001 AS40              | 3 de gener de 2001     | Anderson Mesa        | LONEOS                      |
| 138924 -                       | 2001 AV40              | 3 de gener de 2001     | Anderson Mesa        | LONEOS                      |
| 138925 -                       | 2001 AU43              | 4 de gener de 2001     | Socorro              | LINEAR                      |
| 138926 -                       | 2001 BA                | Oizumi                 | T. Kobayashi         |                             |
| 138927 -                       | 2001 BR                | Oizumi                 | T. Kobayashi         |                             |
| 138928 -                       | 2001 BP1               | 16 de gener de 2001    | Kitt Peak            | Spacewatch                  |
| 138929 -                       | 2001 BU1               | 16 de gener de 2001    | Bergisch Gladbach    | W. Bickel                   |
| 138930 -                       | 2001 BQ3               | 18 de gener de 2001    | Socorro              | LINEAR                      |
| 138931 -                       | 2001 BJ4               | 18 de gener de 2001    | Socorro              | LINEAR                      |
| 138932 -                       | 2001 BB8               | 19 de gener de 2001    | Socorro              | LINEAR                      |
| 138933 -                       | 2001 BT8               | 19 de gener de 2001    | Socorro              | LINEAR                      |
| 138934 -                       | 2001 BW8               | 19 de gener de 2001    | Socorro              | LINEAR                      |
| 138935 -                       | 2001 BH12              | 20 de gener de 2001    | Kitt Peak            | Spacewatch                  |
| 138936 -                       | 2001 BK13              | 21 de gener de 2001    | Socorro              | LINEAR                      |
| 138937 -                       | 2001 BK16              | 19 de gener de 2001    | Socorro              | LINEAR                      |
| 138938 -                       | 2001 BJ18              | 19 de gener de 2001    | Socorro              | LINEAR                      |
| 138939 -                       | 2001 BE20              | 19 de gener de 2001    | Socorro              | LINEAR                      |
| 138940 -                       | 2001 BO23              | 20 de gener de 2001    | Socorro              | LINEAR                      |
| 138941 -                       | 2001 BU28              | 20 de gener de 2001    | Socorro              | LINEAR                      |
| 138942 -                       | 2001 BP29              | 20 de gener de 2001    | Socorro              | LINEAR                      |
| 138943 -                       | 2001 BT30              | 20 de gener de 2001    | Socorro              | LINEAR                      |
| 138944 -                       | 2001 BF31              | 20 de gener de 2001    | Socorro              | LINEAR                      |
| 138945 -                       | 2001 BZ37              | 21 de gener de 2001    | Socorro              | LINEAR                      |
| 138946 -                       | 2001 BA39              | 19 de gener de 2001    | Kitt Peak            | Spacewatch                  |
| 138947 -                       | 2001 BA40              | 23 de gener de 2001    | Haleakala            | NEAT                        |
| 138948 -                       | 2001 BR47              | 21 de gener de 2001    | Socorro              | LINEAR                      |
| 138949 -                       | 2001 BS58              | 21 de gener de 2001    | Socorro              | LINEAR                      |
| 138950 -                       | 2001 BR61              | 31 de gener de 2001    | Desert Beaver        | W. K. Y. Yeung              |
| 138951 -                       | 2001 BV62              | 29 de gener de 2001    | Socorro              | LINEAR                      |
| 138952 -                       | 2001 BP63              | 29 de gener de 2001    | Socorro              | LINEAR                      |
| 138953 -                       | 2001 BW68              | 31 de gener de 2001    | Socorro              | LINEAR                      |
| 138954 -                       | 2001 BD73              | 28 de gener de 2001    | Haleakala            | NEAT                        |
| 138955 -                       | 2001 BX73              | 29 de gener de 2001    | Kvistaberg           | Uppsala-DLR Asteroid Survey |
| 138956 -                       | 2001 BK78              | 24 de gener de 2001    | Socorro              | LINEAR                      |
| 138957 -                       | 2001 BT79              | 21 de gener de 2001    | Socorro              | LINEAR                      |
| 138958 -                       | 2001 BZ79              | 21 de gener de 2001    | Socorro              | LINEAR                      |
| 138959 -                       | 2001 CZ2               | 1 de febrer de 2001    | Socorro              | LINEAR                      |
| 138960 -                       | 2001 CQ3               | 1 de febrer de 2001    | Socorro              | LINEAR                      |
| 138961 -                       | 2001 CJ5               | 1 de febrer de 2001    | Socorro              | LINEAR                      |
| 138962 -                       | 2001 CP7               | 1 de febrer de 2001    | Socorro              | LINEAR                      |
| 138963 -                       | 2001 CA9               | 1 de febrer de 2001    | Socorro              | LINEAR                      |
| 138964 -                       | 2001 CL9               | 1 de febrer de 2001    | Socorro              | LINEAR                      |
| 138965 -                       | 2001 CD17              | 1 de febrer de 2001    | Socorro              | LINEAR                      |
| 138966 -                       | 2001 CS17              | 1 de febrer de 2001    | Socorro              | LINEAR                      |
| 138967 -                       | 2001 CN18              | 2 de febrer de 2001    | Socorro              | LINEAR                      |
| 138968 -                       | 2001 CT18              | 2 de febrer de 2001    | Socorro              | LINEAR                      |
| 138969 -                       | 2001 CZ18              | 2 de febrer de 2001    | Socorro              | LINEAR                      |
| 138970 -                       | 2001 CV19              | 2 de febrer de 2001    | Socorro              | LINEAR                      |
| 138971 -                       | 2001 CB21              | 2 de febrer de 2001    | Socorro              | LINEAR                      |
| 138972 -                       | 2001 CO21              | 1 de febrer de 2001    | Anderson Mesa        | LONEOS                      |
| 138973 -                       | 2001 CZ22              | 1 de febrer de 2001    | Anderson Mesa        | LONEOS                      |
| 138974 -                       | 2001 CX24              | 1 de febrer de 2001    | Socorro              | LINEAR                      |
| 138975 -                       | 2001 CT25              | 1 de febrer de 2001    | Socorro              | LINEAR                      |
| 138976 -                       | 2001 CJ26              | 1 de febrer de 2001    | Socorro              | LINEAR                      |
| 138977 -                       | 2001 CY31              | 5 de febrer de 2001    | Socorro              | LINEAR                      |
| 138978 -                       | 2001 CD32              | 12 de febrer de 2001   | Socorro              | LINEAR                      |
| 138979 -                       | 2001 CM32              | 14 de febrer de 2001   | Kleť                 | Kleť                        |
| 138980 -                       | 2001 CY36              | 14 de febrer de 2001   | Ondřejov             | L. Šarounová                |
| 138981 -                       | 2001 CE47              | 13 de febrer de 2001   | Kitt Peak            | Spacewatch                  |
| 138982 -                       | 2001 CS49              | 2 de febrer de 2001    | Haleakala            | NEAT                        |
| 138983 -                       | 2001 DX4               | 16 de febrer de 2001   | Socorro              | LINEAR                      |
| 138984 -                       | 2001 DY6               | 16 de febrer de 2001   | Črni Vrh             | Črni Vrh                    |
| 138985 -                       | 2001 DP7               | 16 de febrer de 2001   | Oizumi               | T. Kobayashi                |
| 138986 -                       | 2001 DB12              | 17 de febrer de 2001   | Socorro              | LINEAR                      |
| 138987 -                       | 2001 DN12              | 17 de febrer de 2001   | Socorro              | LINEAR                      |
| 138988 -                       | 2001 DQ12              | 17 de febrer de 2001   | Socorro              | LINEAR                      |
| 138989 -                       | 2001 DK14              | 19 de febrer de 2001   | Socorro              | LINEAR                      |
| 138990 -                       | 2001 DV14              | 16 de febrer de 2001   | Črni Vrh             | Črni Vrh                    |
| 138991 -                       | 2001 DF16              | 16 de febrer de 2001   | Socorro              | LINEAR                      |
| 138992 -                       | 2001 DS16              | 16 de febrer de 2001   | Socorro              | LINEAR                      |
| 138993 -                       | 2001 DQ19              | 16 de febrer de 2001   | Socorro              | LINEAR                      |
| 138994 -                       | 2001 DY20              | 16 de febrer de 2001   | Socorro              | LINEAR                      |
| 138995 -                       | 2001 DR22              | 17 de febrer de 2001   | Socorro              | LINEAR                      |
| 138996 -                       | 2001 DT22              | 17 de febrer de 2001   | Socorro              | LINEAR                      |
| 138997 -                       | 2001 DA24              | 17 de febrer de 2001   | Socorro              | LINEAR                      |
| 138998 -                       | 2001 DX26              | 17 de febrer de 2001   | Socorro              | LINEAR                      |
| 138999 -                       | 2001 DU27              | 17 de febrer de 2001   | Socorro              | LINEAR                      |
| 139000 -                       | 2001 DA28              | 17 de febrer de 2001   | Socorro              | LINEAR                      |